# Cappella Sansevero
(Benedetto Croce)
La Cappella Sansevero (detta anche chiesa di Santa Maria della Pietà o Pietatella) è tra i più importanti musei di Napoli. Situata nelle vicinanze della piazza San Domenico Maggiore, questa chiesa, oggi sconsacrata, è attigua al palazzo di famiglia dei principi di Sansevero, da questo separata da un vicolo una volta sormontato da un ponte sospeso che consentiva ai membri della famiglia di accedere privatamente al luogo di culto.
La cappella ospita capolavori come il Cristo velato di Giuseppe Sanmartino, conosciuto in tutto il mondo per il suo velo marmoreo che quasi si adagia sul Cristo morto, la Pudicizia di Antonio Corradini e il Disinganno di Francesco Queirolo, ed è nel suo insieme un complesso singolare e carico di significati. Essa ospita anche numerose altre opere di pregiata fattura o inusuali, come le macchine anatomiche, due corpi totalmente scarnificati dove è possibile osservare, in modo molto dettagliato, l'intero sistema circolatorio.
Oltre a essere stato concepito come luogo di culto, il mausoleo è soprattutto un tempio massonico carico di simbologie, che riflette il genio e il carisma di Raimondo di Sangro, settimo principe di Sansevero, committente e allo stesso tempo ideatore dell'apparato artistico settecentesco della cappella.

## Storia

### Origini
Nel tempo ha avuto origine un gran numero di leggende sulla Cappella Sansevero e sul suo ideatore, Raimondo di Sangro: i laboratori situati nelle cantine del palazzo di famiglia, adiacente alla cappella, gli improvvisi bagliori che ne scaturivano e le invenzioni che lì avevano origine stimolavano infatti la fervida fantasia dei napoletani.
Alcune di queste leggende erano tutt'altro che lusinghiere: si dice, ad esempio, che il Principe «fece uccidere due suoi servi» per «imbalsamarne stranamente i corpi» (riferendosi alle macchine anatomiche); «ammazzò [...] nientemeno che sette cardinali» utilizzando la loro pelle e le loro ossa per realizzare delle sedie; accecò lo scultore Giuseppe Sanmartino per far sì che non fosse in grado di riprodurre per altri un'opera straordinaria come il Cristo velato; «entrava in mare con la sua carrozza e i suoi cavalli [...] senza bagnare le ruote» e «riduceva in polvere marmi e metalli».
Un'altra leggenda riguarda invece le circostanze della morte di Raimondo. La riporta Benedetto Croce: «Quando sentì non lontana la morte, provvide a risorgere, e da uno schiavo moro si lasciò tagliare a pezzi e ben adattare in una cassa, donde sarebbe balzato fuori vivo e sano a tempo prefisso; senonché la famiglia [...] cercò la cassa, la scoperchiò prima del tempo, mentre i pezzi del corpo erano ancora in processo di saldatura, e il principe, come risvegliato nel sonno, fece per sollevarsi, ma ricadde subito, gettando un urlo di dannato».
La diceria più famosa riguarda infine nuovamente il Cristo Velato, affermando che il velo fosse in origine un vero tessuto, trasformato in marmo da Raimondo per mezzo di un qualche misterioso processo alchemico.
Mentre una leggenda vuole che la chiesa sia stata eretta su un preesistente antico tempio dedicato alla dea Iside, un'altra, riportata nel 1623 da Cesare d'Engenio Caracciolo nel suo Napoli Sacra, narra che un uomo, ingiustamente arrestato, veniva tradotto verso il carcere quando, transitando lungo il muro della proprietà dei Sansevero, si votò alla Santa Vergine. Improvvisamente, parte del muro crollò, rivelando un dipinto (quello posto nella cappella in cima all'altare maggiore) proprio della Vergine invocata, una pietà che darà poi il nome alla chiesa, intitolata appunto a Santa Maria della Pietà. La devozione dell'arrestato non fu riposta invano giacché, poco tempo dopo, ne venne riconosciuta l'innocenza. Scarcerato, l'uomo, memore del miracolo, fece restaurare la Pietà, disponendo che al suo cospetto ardesse per sempre una lampada in argento.
Il luogo sacro divenne presto meta di pellegrinaggio popolare e conseguente oggetto di invocazioni. Anche il duca di Torremaggiore, Giovan Francesco di Sangro, colpito da grave malattia si votò a questa Madonna e in seguito avendo recuperato la salute fece erigere la piccola cappella di Santa Maria della Pietà, comunemente detta la Pietatella.
Secondo studi recenti, la vera origine della cappella sarebbe invece da far risalire all'omicidio, compiuto nella notte tra il 16 e il 17 ottobre 1590 da Carlo Gesualdo da Venosa, in cui morirono Maria d'Avalos, moglie di Carlo Gesualdo, e l'amante di lei Fabrizio Carafa, figlio di Adriana Carafa della Spina, moglie in seconde nozze di Giovan Francesco di Sangro e prima principessa di Sansevero. In conseguenza di questo evento luttuoso, la madre di Fabrizio Carafa avrebbe fatto edificare la cappella, pensandola come voto alla Madonna per la salvezza eterna dell'anima del figlio. A riprova di tale ipotesi, l'iscrizione in latino «Mater Pietatis», presente sulla volta della Pietatella e contenuta in un sole raggiante, rappresenterebbe il voto di dedica dell'edificio alla Madonna.
Qualunque sia stata la sua origine, è accertato che i lavori edili per la costruzione della chiesetta gentilizia iniziarono nel 1593, come si deduce da alcune polizze in possesso del Banco di Napoli. Già venti anni più tardi Alessandro di Sansevero (figlio di Giovan Francesco), Patriarca di Alessandria e Arcivescovo di Benevento, decise di ampliare la preesistente, piccola costruzione, per renderla degna di accogliere le spoglie di tutti i di Sangro, come testimoniato dalla lapide marmorea datata 1613 posta sopra l'ingresso principale dell'edificio.
| (latino) «Alexander De Sangro Patriarcha Alexandriae Templvm Hoc A Fundamentis Extrvctvm Beatae Virgini Sibi Ac Svis Sepvlcrvm Anno Domini MDCXIII» (italiano) «Alessandro di Sangro patriarca di Alessandria destinò questo tempio, innalzato dalle fondamenta alla Beata Vergine, a sepolcro per sé e per i suoi nell’anno del Signore MDCXIII [n.d.r. 1613]» | La lapide dedicatoria di Alessandro de' Sangro sull'ingresso della Cappella Sansevero |

### Nel Seicento
Dal momento che l'assetto del tempio gentilizio venne riorganizzato da Raimondo di Sangro nel Settecento, ben poco rimane della Pietatella del XVII secolo. Il restauro settecentesco mantenne inalterate le dimensioni perimetrali e quattro dei mausolei laterali. Oltre a ciò, dell'originale cappella seicentesca è rimasta solo la decorazione policroma dell'abside e quattro statue.
Grazie a documenti dell'epoca, tuttavia, ci è dato sapere che già nel Seicento la cappella disangriana doveva essere caratterizzata da un elevato valore artistico. Basti pensare che Pompeo Sarnelli, nella sua Guida de' forestieri, curiosi di vedere, e d'intendere le cose più notabili della regal città di Napoli, e del suo amenissimo distretto, la descrisse come:
Appartengono alla fase seicentesca della cappella il monumento al primo principe di Sansevero Giovan Francesco di Sangro, realizzato probabilmente da Giacomo Lazzari nella prima metà del XVII secolo e collocato nella seconda cappella laterale sulla sinistra; la statua del secondo principe Paolo di Sangro, di incerta attribuzione e situata nella prima nicchia sulla destra; il monumento a Paolo di Sangro quarto principe di Sansevero che si trova nella prima nicchia sulla sinistra, opera del 1642 di Bernardo (o Bernardino) Landini e Giulio Mencaglia; e il monumento al Patriarca di Alessandria Alessandro di Sangro, situato nel lato sinistro della cappella nei pressi dell'altare e opera di un artista ignoto.

### Il Settecento
La sistemazione seicentesca della cappella fu stravolta a partire dagli anni quaranta del Settecento, quando il principe Raimondo di Sangro iniziò ad ampliarla e a commissionare diverse opere d'arte con cui arricchirla, al fine di creare un luogo che testimoniasse la grandezza del suo casato.
Negli anni successivi, il principe Raimondo ingaggiò artisti di fama internazionale quali Giuseppe Sanmartino, Antonio Corradini, Francesco Queirolo e Francesco Celebrano: è in questo periodo che vennero realizzati capolavori come il Cristo velato, il Disinganno e la Pudicizia. Raimondo impiegò buona parte delle sue sostanze, e in più occasioni dovette anche contrarre dei debiti, per portare a compimento la realizzazione della cappella. Era un committente generoso, ma anche molto esigente e spesso dirigeva personalmente i lavori, affinché le opere corrispondessero pienamente al ruolo che era stato loro stabilito all'interno del grande progetto iconografico della cappella. In alcuni casi, fu lo stesso Principe a realizzare anche i materiali utilizzati, come per il cornicione sopra gli archi delle cappelle laterali o per i colori dell'affresco sulla volta.
Alla fine dei lavori, all'esterno della porta laterale della Pietatella fu posta una lapide, che riporta la data del 1767.
(L'iscrizione presente sulla porta laterale della Cappella Sansevero)

### Dall'Ottocento in poi

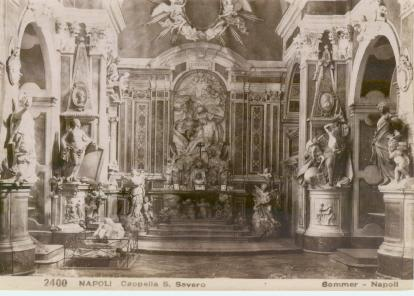
La cappella nell'Ottocento: si notino le varie statue, e il Cristo velato posto ai piedi della Pudicizia. L'autore dello scatto è il fotografo tedesco Giorgio Sommer.

La notte tra il 22 e il 23 settembre 1889, a causa di un'infiltrazione d'acqua, crollò il ponte che collegava il mausoleo dei Sansevero con il vicino palazzo di famiglia. A causa di quest'evento, che interessò anche parte della cappella e del palazzo signorile, oltre al camminamento andarono persi gli affreschi sotto il gariglione e il disegno labirintico del pavimento della cappella.
I restauratori si trovarono nell'impossibilità di ripristinare la pavimentazione originale, seriamente danneggiata, e nel 1901 optarono per ripavimentare la cappella in cotto napoletano, mentre lo stemma dei di Sangro al centro del pavimento fu realizzato con smalti giallo e azzurro che riprendono i colori del casato.
In seguito alla sua trasformazione in polo museale nell'Ottocento la cappella, oltre ad accogliere quotidianamente un consistente numero di turisti, cominciò a essere anche utilizzata come spazio per eventi e concerti. Tra le iniziative del 2013 è possibile ad esempio citare:
- la rassegna MeravigliArti, con cui la Pietatella ha ospitato eventi di letteratura, musica e teatro e a un'installazione di arte contemporanea;[25]
- La recita Paolo Borsellino, essendo stato (liberamente tratta dall'opera di Ruggero Cappuccio), dove un gruppo di attori ha ricordato Falcone e Borsellino, i due magistrati palermitani considerati eroi simbolo della lotta alla criminalità organizzata.[26]

A testimonianza dell'alto grado di attrattività che il monumento continua a dimostrare, nel 2013 TripAdvisor ha assegnato alla Pietatella il Travellers Choice Attractions 2013, sulla base delle segnalazioni effettuate sul sito da utenti provenienti da tutto il mondo. La cappella, quindi, è risultata essere il museo italiano più apprezzato dagli utenti del portale, davanti a mete più tradizionali come i Musei Vaticani o la Galleria degli Uffizi di Firenze. Nella speciale classifica dedicata ai siti museali europei, guidata dal Museo del Louvre e del British Museum, la cappella si è invece classificata al nono posto assoluto.

## Architettura
La facciata della cappella, che si apre sulla stretta via Francesco de Sanctis, appare semplice e sobria nelle sue linee, caratteristiche tipiche del principio del XVII secolo in cui è ancora vivo lo spirito classicheggiante. È possibile accedere all'interno tramite il grande portale al centro della facciata, sormontato dallo stemma della famiglia di Sangro e dove si trova la lapide di marmo che ricorda i lavori di Alessandro di Sangro, oppure usufruendo della porticina laterale che si affaccia su calata San Severo.
La chiesetta, tipica espressione del barocco napoletano, è di forma rettangolare ed è costituita da una navata unica, verosimilmente risalente al 1593. Lungo le pareti laterali otto archi a tutto sesto, quattro per lato, introducono altrettante cappellette laterali, mentre un ulteriore grande arco separa l'area del presbiterio, situata in fondo alla chiesa e occupata dall'altare maggiore. Al centro dei due lati lunghi, rispettivamente a sinistra e destra di chi entra, si aprono la porta laterale di cui si è già detto e l'accesso alla sacrestia e alla cosiddetta cavea sotterranea.
Al di sopra degli archi l'intera lunghezza della cappella è percorsa da un cornicione, realizzato con un mastice ideato dal principe Raimondo, al di sopra del quale si diparte la volta a botte, completamente affrescata dal dipinto realizzato da Francesco Maria Russo conosciuto come Gloria del Paradiso. Alla base della volta, subito sopra il cornicione, si aprono le sei finestre strombate che forniscono luce alla cappella.
Tutte le opere d'arte contenute all'interno della struttura, con l'eccezione di quattro, furono commissionate da Raimondo di Sangro, e a lui si doveva anche la pavimentazione settecentesca, costituita da un intarsio marmoreo bianco e nero simboleggiante un labirinto; alla loro realizzazione hanno contribuito autori come Francesco Celebrano, Antonio Corradini, Francesco Queirolo e Giuseppe Sanmartino.
Infine, al di sopra della porta maggiore, è collocata una piccola tribuna, dalla quale partiva il passaggio di collegamento tra la cappella e il Palazzo di Sangro, finemente stuccato, andato distrutto nel citato crollo del 1889.

## Progetto iconografico

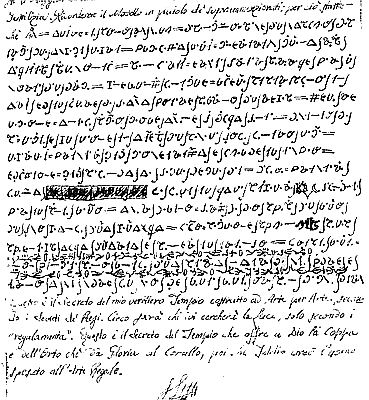
Questa lettera, cifrata con il codice rosacrociano, contiene informazioni per capire il significato delle sculture, e il progetto iconografico ideato da Raimondo. La decriptazione è opera della professoressa Clara Miccinelli, che ha decifrato il documento col codice tratto da Das Lehrsysrem des Ordens des Gold und Rosenkreuzer.

L'elemento più notevole della Cappella Sansevero è senza dubbio il suo corredo di statue, il quale segue un progetto iconografico attentamente studiato e voluto da Raimondo di Sangro e del quale gli artisti che lavorarono alle diverse opere furono spesso meri esecutori.
Elemento portante di tale progetto sono le dieci statue denominate Virtù, addossate ad altrettanti pilastri, di cui nove dedicate alle consorti di nove membri della famiglia Sansevero e una - il Disinganno - dedicata ad Antonio di Sangro, padre del principe Raimondo.
All'interno delle cappelle laterali e inframmezzati alle statue delle Virtù si trovano invece i monumenti funebri di diversi principi e altri esponenti celebri della casata, compresi lo stesso Raimondo di Sangro e suo figlio Vincenzo, che al momento della realizzazione delle opere erano ancora in vita.
La funzione principale della Cappella Sansevero era infatti quella di cappella sepolcrale della famiglia di Sangro e l'intenzione di Raimondo era quella di onorare il proprio casato ed esaltare le virtù e le glorie dei suoi esponenti.
Nell'impianto statuario, e in particolare nelle raffigurazioni delle Virtù, è inoltre possibile notare una serie di significati allegorici, spesso riferiti al mondo della massoneria, di cui Raimondo di Sangro era Gran maestro.
All'interno del progetto del principe Raimondo le Virtù vogliono rappresentare le tappe di un cammino spirituale, paragonabile a quello dell'iniziato massone, che conduca a una migliore conoscenza e al perfezionamento di sé. Parte integrante di questo percorso è il pavimento labirintico, che rappresenta le difficoltà del cammino che porta alla conoscenza.
La quasi totalità delle Virtù è stata modellata secondo le norme iconografiche stabilite da Cesare Ripa nella sua Iconologia, opera particolarmente apprezzata da Raimondo che, tra l'altro, ne finanziò una riedizione in cinque volumi. Esse però non seguono totalmente il modello classico, ma vi introducono alcune novità, ognuna delle quali con un preciso significato.
Nella rappresentazione della Pudicizia - opera dedicata a Cecilia Gaetani, la madre di Raimondo di Sangro - ad esempio la figura femminile velata è vista come un riferimento alla dea egizia Iside, che rivestiva un ruolo importante nella scienza iniziatica. Sempre nella stessa statua la lapide spezzata fa riferimento alla morte prematura della nobildonna, mentre l'incensiere ai piedi della statua ricorda quelli utilizzati durante le cerimonie massoniche.
Il ramo di quercia che sembra fuoriuscire dal basamento della scultura è forse un rimando all'albero della conoscenza, mentre un'altra interpretazione lo vede come l'albero della vita.
La cuspide di piramide che si può notare alle spalle della Liberalità, della Soavità del giogo coniugale, della Sincerità e dell'Educazione è un elemento comune nelle raffigurazioni funebri dell'epoca e simboleggia la gloria dei principi.
Un significato legato alla massoneria è visibile anche nel monumento a Cecco di Sangro. La curiosa raffigurazione del guerriero, situato proprio al di sopra della porta di ingresso della cappella, che, armato, esce da una bara, ha portato alla sua interpretazione come quella del guardiano del tempio massonico.
Il tema della risurrezione, che si ritrova anche nel Cristo velato, nella Deposizione alle spalle dell'altare maggiore e nel bassorilievo della Pudicizia è inoltre uno dei temi più ricorrenti nella cappella.
Elemento centrale della rappresentazione moderna, il Cristo velato nelle intenzioni del Principe doveva essere collocato nella «cavea sotterranea», insieme ai futuri sepolcri dei Sansevero, e illuminato da lampade perpetue di ideazione del principe Raimondo. È probabile però che l'opera non sia mai stata portata all'interno della cavea.

## Opere

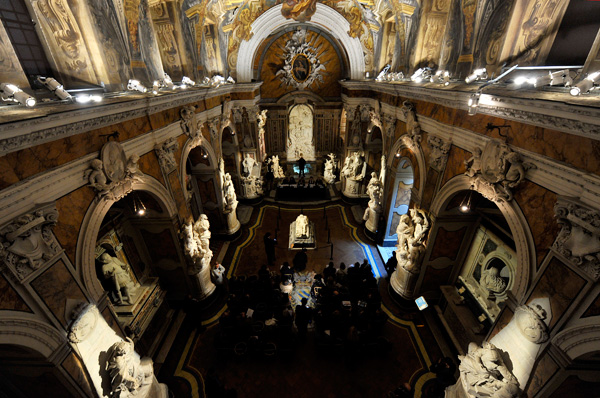
Fotografia della Cappella dall'alto

La Cappella Sansevero è un concentrato di opere scultoree e pittoriche, e la prima che si nota appena entrati nell'edificio è l'affresco che ne orna il soffitto, noto come Gloria del Paradiso o il Paradiso dei Sangro, opera del poco conosciuto pittore Francesco Maria Russo che, come riportato nell'affresco stesso, lo realizzò nel 1749. Di esso colpisce, a distanza di due secoli e mezzo dalla realizzazione, la brillantezza dei colori, anche in questo caso dovuti all'inventiva di Raimondo di Sangro e alla sua pittura definita «oloidrica».
L'affresco del soffitto termina, in corrispondenza delle finestre, con sei medaglioni monocromi, in verde, con i Santi protettori del Casato: San Berardo di Teramo, San Berardo cardinale dei Marsi, Santa Filippa Mareri, San Oderisio, San Randisio e Santa Rosalia.
Al di sotto di questi, in corrispondenza degli archi delle sei cappelle più vicine all'altare, sono presenti sei medaglioni marmorei, opera di Francesco Queirolo, con le effigi di sei cardinali originari della famiglia di Sangro.
Per l'impianto statuario, il Principe chiamò lo scultore Antonio Corradini, veneto e massone, che riuscì però a ultimare solo le statue della Pudicizia (dedicata alla madre prematuramente scomparsa del principe Raimondo), del Decoro e il monumento dedicato a Paolo di Sangro sesto principe di Sansevero, oltre a lasciare alcuni bozzetti per altre opere. Tra queste figura il Cristo velato, la cui realizzazione passò poi a Giuseppe Sanmartino.
Con riferimento alla planimetria a lato, le opere principali sono così identificabili:
 «Unicum» della cappella
1. Cristo velato, Giuseppe Sanmartino;
2. Macchine anatomiche, Giuseppe Salerno.

 Statue delle Virtù
1. Decoro, Antonio Corradini;
2. Liberalità, Francesco Queirolo;
3. Zelo della Religione, Fortunato Onelli;
4. Soavità del giogo coniugale, Paolo Persico;
5. Pudicizia, Antonio Corradini;
6. Disinganno, Francesco Queirolo;
7. Sincerità, Francesco Queirolo;
8. Dominio di sé stessi, Francesco Celebrano;
9. Educazione, Francesco Queirolo;
10. Amor divino, autore ignoto.

 Altre statue
1. Monumento a Giovan Francesco di Sangro, terzo principe, Antonio Corradini;
2. Monumento a Paolo di Sangro, quarto principe, Bernardo Landini e Giulio Mencaglia;
3. Monumento a Giovan Francesco di Sangro, primo principe, Giacomo Lazzari;
4. Altare di Santa Rosalia, Francesco Queirolo;
5. Monumento ad Alessandro di Sangro, patriarca di Alessandria, autore ignoto;
6. Altare di Sant'Oderisio, Francesco Queirolo;
7. Monumento a Paolo di Sangro, sesto principe, Antonio Corradini;
8. Monumento a Paolo di Sangro, secondo principe, forse Giacomo Lazzari;
9. Monumento a Giovan Francesco di Sangro, quinto principe, Francesco Celebrano;
10. Monumento a Cecco de' Sangro, Francesco Celebrano.

 Altre opere
1. Ritratto di Vincenzo di Sangro, Carlo Amalfi;
2. Altare maggiore. Angeli di Paolo Persico, La Deposizione di Francesco Celebrano e La Pietà di autore ignoto;
3. Gloria del Paradiso, Francesco Maria Russo;
4. Tomba di Raimondo di Sangro, Francesco Maria Russo;
5. Pavimento labirintico, Francesco Celebrano;
6. Sagrestia.

### Esame delle principali opere
Di seguito viene riportata la descrizione delle opere principali.
La numerazione fa riferimento all'elenco e alla cartina che sono stati presentati sopra.

#### 1.Cristo velato
Rinomato come scienziato e sperimentatore, nel corso della sua vita Raimondo di Sangro diede la luce a numerose invenzioni, con cui spesso di dilettava a stupire i propri contemporanei. Molte di esse sono andate perdute, anche perché il Principe non amava descrivere i dettagli delle sue creazioni, ma sono ricordate in testi settecenteschi o attraverso gli scambi epistolari tra Raimondo e i suoi amici.
Tra le invenzioni più famose è possibile citare:
- Il palco pieghevole, realizzato per una esibizione nel cortile del Collegio Romano dei Gesuiti dove Raimondo, ancora diciannovenne, stava studiando nel 1729;[48]
- Il lume perpetuo (o lampada eterna), una lampada in grado di bruciare per tre mesi senza consumarsi. Sebbene l'opera non fu mai vista da alcun testimone, Raimondo la descrive accuratamente in una lettera mandata all'amico Giovanni Giraldi;[48]
- La carrozza marittima, una carrozza con tanto di cavalli grazie alla quale stupì i suoi concittadini nel 1770 solcando le acque del Golfo di Napoli senza bisogno di remi; in realtà i cavalli erano di sughero e la carrozza si muoveva grazie a un sistema di pale a forma di ruote.[48]
- Una macchina idraulica, con la quale sarebbe stato possibile far arrivare l'acqua a notevoli altezze senza l'aiuto di animali;[48]
- Le gemme artificiali, praticamente indistinguibili dalle vere pietre preziose;[48]
- La stampa simultanea a più colori: avendo creato un laboratorio tipografico nel palazzo di famiglia era riuscito a scoprire (come descrive una fonte settecentesca) «un nuovo modo d’imprimere a una sola tirata di torchio, e a un medesimo tempo, qualsivoglia figura sì d’uomini, come di fiori, e d’ogni altra cosa variamente colorita».[48]

L'opera più celebre della Cappella Sansevero è senza dubbio il Cristo velato, posto al centro della navata centrale.
Originariamente la statua doveva essere scolpita da Antonio Corradini, già autore della Pudicizia, del Decoro e della statua dedicata al sesto principe di Sansevero Paolo di Sangro. Corradini però morì nel 1752 senza riuscire a completare l'opera, ma realizzandone solo un bozzetto in terracotta.
Raimondo fu quindi costretto ad affidarsi al talento di Giuseppe Sanmartino, che ebbe così l'opportunità di realizzare «una statua di marmo scolpita a grandezza naturale, rappresentante Nostro Signore Gesù Cristo morto, coperto da un sudario trasparente realizzato dallo stesso blocco della statua». Giuseppe Sanmartino, in ogni caso, tenne poco conto dei bozzetti precedentemente disegnati da Corradini, ripartendo quindi con un nuovo progetto.
Si trattava di un Cristo, sdraiato su un materasso, con il capo sorretto da due cuscini e inclinato lateralmente, il cui corpo è ricoperto da un velo che aderisce perfettamente alle forme del viso e al corpo stesso, tanto che sono visibili le ferite del martirio. Al lato si trovano gli strumenti del supplizio: una realistica corona di spine, una tenaglia e dei chiodi, uno dei quali sembra quasi pizzicare il velo del sudario.
È proprio il velo l'elemento della statua più notevole e che meglio evidenzia l'abilità dello scultore. Analogamente a quanto avviene con la Pudicizia del Corradini, il velo copre il corpo, senza però celarlo; Sanmartino riuscì però a imprimere al panno una plasticità e un movimento che si discostano dai più rigidi canoni del maestro veneto. Il velo aderisce alle ferite del corpo del Cristo e al costato scavato, mettendone ancora più in luce, anziché nasconderle, il dolore e la sofferenza.
La fama di alchimista e inventore che ha accompagnato Raimondo di Sangro ha fatto nascere la leggenda che l'incredibile trasparenza del velo sia dovuta al fatto che si tratterebbe in realtà di una vera stoffa, misteriosamente trasformata in marmo per mezzo di qualche processo chimico di invenzione del Principe. In realtà una attenta analisi non lascia dubbi sul fatto che l'opera sia stata realizzata interamente in marmo, e questo è anche confermato da alcune lettere dell'epoca a firma del principe di Sangro, nelle quali egli afferma che il sudario è stato «realizzato dallo stesso blocco della statua».

#### 2.Monumento a Giovan Francesco di Sangro, terzo principe
La prima opera che si incontra partendo da sinistra non appena entrati nella cappella è il monumento funebre dedicato al terzo principe di Sansevero, Giovan Francesco di Sangro, morto a soli quarant'anni a causa di una malattia durante una spedizione militare in Africa.
Esso raffigura un angelo alato, intento a piangere sulla lapide che ricorda le doti militari del dedicatario, le cui lacrime sembrano cadere nell'acquasantiera a forma di conchiglia posta alla base dell'opera. La sua attribuzione non è sicura e alcuni studiosi lo ritengono opera di Francesco Celebrano, ma la teoria più accreditata ne ritiene autore Antonio Corradini.

#### 3.Decoro
(Iscrizione incisa sulla colonna)
Sulla sinistra della porta di ingresso della cappella si trova la statua del Decoro, realizzata da Antonio Corradini tra il 1751 e il 1752 e dedicata a Isabella Tolfa e Laudomia Milano, consorti del terzo principe di Sansevero Giovan Francesco di Sangro.
L'opera raffigura un giovane seminudo, con i fianchi cinti da una pelle di leone. Al suo fianco si trova una piccola colonna sulla quale poggia la testa mozzata di un leone, a simboleggiare la supremazia dello spirito umano sulla natura selvaggia. Sulla colonna al di sotto della testa dell'animale è incisa la frase latina «Sic floret decoro decus» (così la bellezza rifulge per decoro). Ai piedi il giovinetto indossa due diverse calzature: al sinistro un coturno e al destro un più semplice zoccolo. Secondo alcuni studiosi questo particolare allude al duplice rapporto con il mondo divino e quello sotterraneo, mentre secondo altri vuole significare che decoro e contegno devono essere rispettati indipendentemente dalla propria estrazione sociale.
In origine il basamento era corredato di un bassorilievo, raffigurante l'episodio biblico di Susanna tentata dai vecchioni, che fu però rimosso nel 1755 e sostituito da un'iscrizione.

#### 4.Monumento a Paolo di Sangro, quarto principe

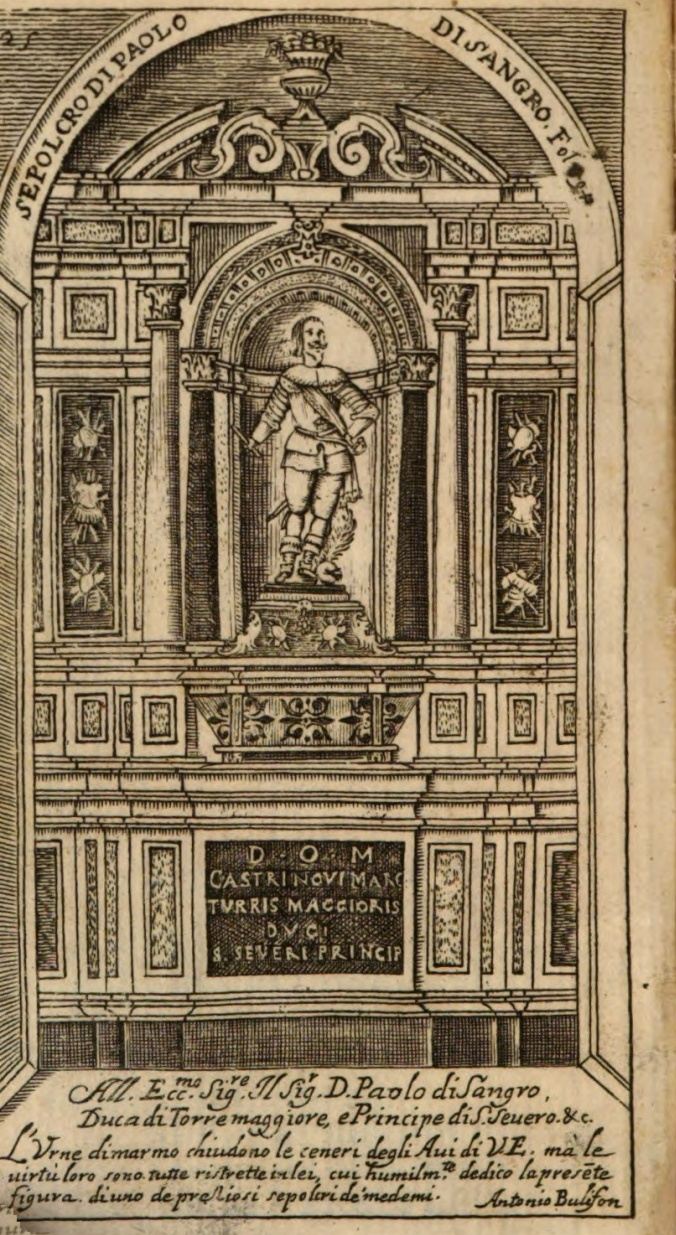
Il monumento al quarto principe Paolo di Sangro come raffigurato sulla Guida di Pompeo Sarnelli.

Situato nella prima cappella sulla sinistra, il monumento a Paolo di Sangro, quarto principe di Sansevero, è una delle quattro statue presenti nella cappella provenienti dalla sua sistemazione seicentesca. Esso fu realizzato nel 1642 da Bernardo Landini e Giulio Mencaglia e raffigura il dedicatario nelle vesti di un cavaliere in armatura, con la spada legata al fianco e l'elmo poggiato a terra ai suoi piedi. La nicchia in cui si trova la statua è decorata da una serie di marmi policromi, che contribuiscono a rendere l'opera la più suggestiva tra le quattro precedenti l'intervento di Raimondo di Sangro, mentre ai lati del sarcofago posto sotto la statua è possibile notare due maschere e alla sua base due piccoli busti di leone che recano un teschio e una clessidra, a testimoniare la caducità della vita.

#### 5.Liberalità
Collocata sul pilastro che fiancheggia, sulla sinistra, la prima cappella di sinistra, la Liberalità è dedicata a Giulia Gaetani dell'Aquila d'Aragona, moglie del quarto principe di Sansevero. La statua venne citata dallo storico Giangiuseppe Origlia nel 1754, il che permette di stabilire come anche questa scultura rientrasse nel gruppo di opere portate a termine dal Queirolo nei suoi primi due anni di permanenza a Napoli.
La scultura rappresenta una figura femminile coperta da un morbido drappeggio in marmo. Con la mano sinistra la donna sorregge una grande cornucopia, caratteristico simbolo di generosità, che riversa a terra oro e ricchezze; nella mano destra stringe invece un compasso e alcune monete, simbolo di equilibrio e nuovamente di generosità. Per terra a fianco della donna, in posizione simmetrica rispetto alla cornucopia, si trova un'aquila, emblema di forza e temperanza.
Analogamente a quanto accade nelle rappresentazioni di Soavità del giogo coniugale, Sincerità ed Educazione, alle spalle della statua è collocata la faccia di una piramide, al di sopra della quale si trova un medaglione con il ritratto della dedicataria dell'opera.

#### 6.Monumento a Giovan Francesco di Sangro, primo principe
Nella seconda cappella sulla sinistra si trova il monumento dedicato al primo principe di Sansevero Giovan Francesco di Sangro, fondatore secondo la tradizione del nucleo originale della cappella. Il monumento fu commissionato dal di lui figlio Alessandro di Sangro nella prima metà del XVII secolo e fu probabilmente realizzato dallo scultore fiorentino Giacomo (o Jacopo) Lazzari, anche se alcuni studiosi lo attribuiscono invece a Michelangelo Naccherino. Il principe, valoroso soldato, è ritratto con indosso l'armatura e la spada appesa al fianco, mentre con la mano destra regge una lancia; un elaborato elmo è poggiato ai suoi piedi. Come nel caso del monumento al quarto principe Paolo di Sangro, la statua e il sarcofago sono circondati da una cornice di marmi policromi.

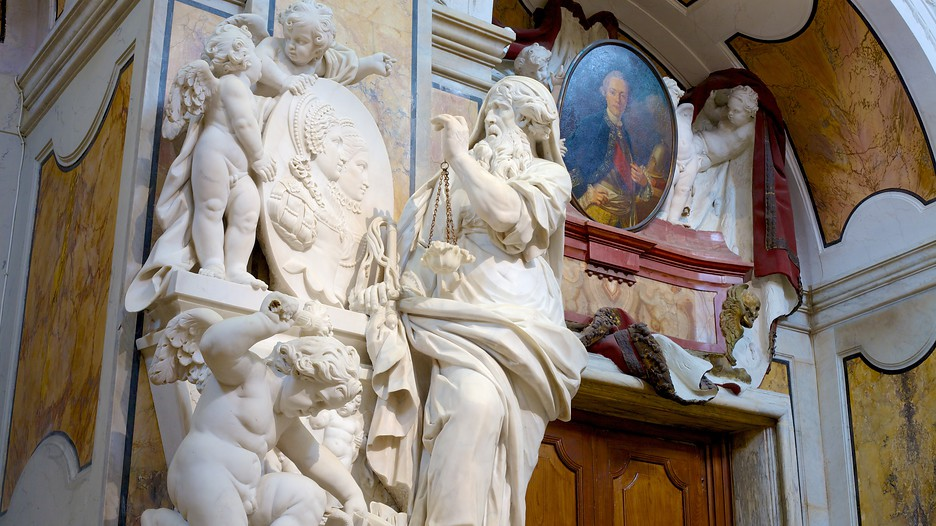
Lo Zelo della Religione; sullo sfondo si intravede il ritratto di Vincenzo di Sangro

#### 7.Zelo della Religione
Situato tra la seconda e la terza cappella sulla sinistra, lo Zelo della Religione è in memoria a Ippolita del Carretto e Adriana Carafa della Spina, consorti del primo principe di Sansevero e fondatore della cappella Giovan Francesco di Sangro, ricordate per la loro fede.
La paternità dello Zelo è stata per lungo tempo attribuita prima ad Antonio Corradini e poi al Queirolo; alcuni documenti recuperati negli archivi del Banco di Napoli hanno infine permesso di riconoscerne l'autore in Fortunato Onelli, un artista partenopeo alle dipendenze del Celebrano. Una carta del 1767 testimonia che Onelli non riuscì a terminare il lavoro nei tempi promessi e fu necessario ingaggiare altri artisti più esperti per finirlo e correggere alcune imperfezioni.
Questa Virtù, che esalta la devozione delle due donne, è incarnata da un uomo in età avanzata che regge con la mano sinistra una lampada simbolo della verità e nell'altra una piccola frusta. Mentre con questo strumento punisce il sacrilegio, con il piede il vecchio calpesta alcuni serpenti, simbolo dell'eresia, che fuoriescono da un libro. Il gruppo scultoreo è completato da tre putti: i due più in alto, posti al di sopra di un capitello, reggono un grande medaglione con i ritratti delle due dedicatarie, mentre il terzo è intento a bruciare con una fiaccola altri libri eretici.

#### 8.Ritratto di Vincenzo di Sangro

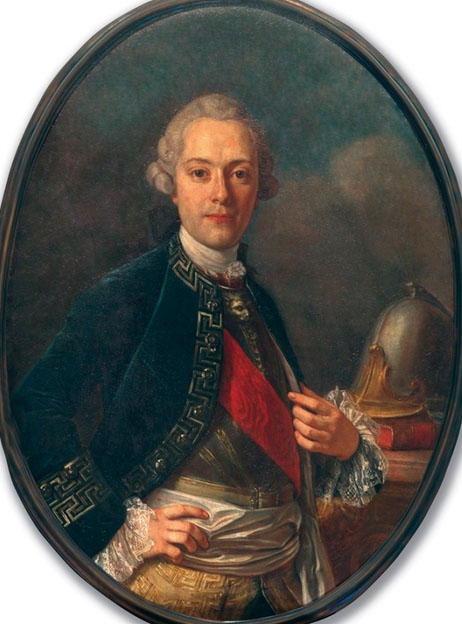
Ritratto di Vincenzo di Sangro, opera del pennello di Carlo Amalfi. Vincenzo, la persona ritratta nel dipinto, è stato a lungo erroneamente identificato con il padre Raimondo.

Il ritratto di Vincenzo di Sangro, olio su rame del pittore sorrentino Carlo Amalfi, è stato a lungo erroneamente identificato come un'immagine del principe Raimondo. Grazie a numerose fonti, tuttavia, è stato possibile determinare che si tratta invece di Vincenzo, figlio primogenito di Raimondo.
L'opera è adagiata su una bara ed è circondata da un apparato decorativo composto da cinque putti: tre di essi sono intenti a sorreggere il ritratto mentre gli altri due reggono un grosso mantello in stucco posto dietro di esso. Contrariamente a quanto fatto per altri membri della famiglia, il ritratto non è accompagnato da alcuna iscrizione celebrativa o biografica.
La bara e le decorazioni risalgono certamente a prima del 1766, mentre è incerto quando sia stato eseguito il ritratto; la datazione più accreditata è per la metà degli anni 1770, quando Vincenzo, nato nel 1743, aveva circa 30 anni. Il dipinto venne rubato nel 1990 durante i lavori di restauro della cappella, ma è stato recuperato nel luglio dell'anno seguente e ricollocato sulla «porta piccola» della cappella gentilizia, sua sede originale.
Il ritratto testimonia l'abilità artistica di Carlo Amalfi, autore anche di un ritratto del padre Raimondo. Il giovane principe è ritratto di tre quarti, abbigliato in parrucca e redingote. Il petto è attraversato trasversalmente, da destra verso sinistra, da una fascia rossa, probabilmente l'insegna da cavaliere dell'Ordine di San Gennaro. Tale elemento consentirebbe di far risalire il ritratto al periodo dopo il 1776, anno in cui a Vincenzo fu assegnato tale riconoscimento. Alla sinistra di Vincenzo si intravedono alcuni libri e un elmo, indicanti le doti militari e la cultura del Principe. Vincenzo ebbe infatti una brillante carriera militare nell'Esercito delle Due Sicilie, avanzando fino al grado di generale, e a partire dal 1772 fu gentiluomo di camera di re Ferdinando IV.

#### 9.Soavità del giogo coniugale
La Soavità del giogo coniugale (anche nota come Benevolenza o Amor coniugale) fu dedicata da Raimondo di Sangro a Gaetana Mirelli, moglie di suo figlio Vincenzo, quando ella era ancora giovane. È per questa ragione che il profilo di donna presente nel medaglione è poco più che abbozzato, pratica che si era soliti usare quando si ritraevano persone ancora viventi. Una ricevuta di pagamento ha permesso di scoprire che lo scultore Paolo Persico ricevette centosessanta ducati per la realizzazione dell'opera.
L'opera raffigura una donna in stato di gravidanza e vestita alla maniera degli antichi romani con alle spalle il lato di una piramide. La mano destra alzata porta due cuori in fiamme, simbolo dell'amore profondo e reciproco che dovrebbe esistere tra due coniugi; la mano sinistra regge invece un giogo coperto di piume, a simboleggiare una dolce obbedienza. Ai piedi della donna un angioletto sorregge un pellicano, animale che nella iconografie medievale simboleggiava il sacrificio di Cristo sulla croce e che per questo è associato alla Carità.

#### 10.Altare di Santa Rosalia
Nella quarta cappelletta sul lato sinistro del mausoleo, tra le statue della Pudicizia e della Soavità del giogo coniugale, si trova l'altare di Santa Rosalia, opera eseguita dal Queirolo per ricordare la santa più famosa della famiglia: Rosalia, figlia di Sinibaldo dei conti dei Marsi e Di Sangro. Rosalia è oggi soprattutto ricordata per essere la patrona di Palermo, città che l'ha voluta insignire di tale titolo dopo che, secondo la tradizione, era stata salvata da lei dalla peste scoppiata nel 1624.
Lo stile semplice e raffinato, privo delle esasperazioni tipiche dell'architettura barocca, utilizzato dal Queirolo per quest'opera fu particolarmente apprezzato da Antonio Canova quando questi visitò la cappella. La composizione vede Santa Rosalia in preghiera, inginocchiata su un cuscino e con la testa cinta dalla corona di rose tipica della sua iconografia. La santa poggia su un basamento sul quale è inserita una lapide commemorativa in marmo rosso, ai lati del quale due angioletti completano il monumento.

#### 11.Pudicizia

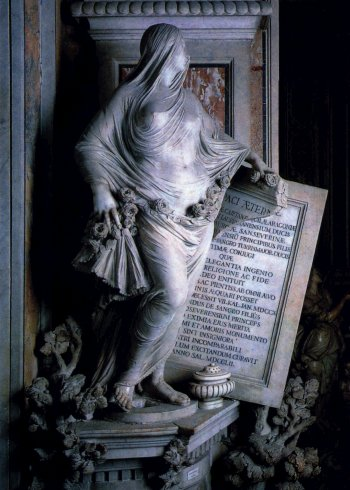
La Pudicizia

La Pudicizia (anche detta Pudicizia velata) è dedicata a Cecilia Gaetani dell'Aquila d'Aragona, madre di Raimondo di Sangro, che morì nel dicembre del 1710, meno di un anno dopo la nascita del figlio.
La statua fu realizzata da Antonio Corradini, già autore del Decoro, del monumento al sesto principe di Sansevero Paolo di Sangro e dei bozzetti in creta di molte delle altre opere, delle quali aveva studiato l'iconografia insieme al principe Raimondo; l'artista, tuttavia, morì nel 1752, anno di realizzazione della Pudicizia, come è testimoniato da una lapide posta alla base dell'opera che riporta la scritta «dum reliqua huius templi ornamenta meditabatur».
La scultura raffigura una donna completamente coperta da un velo semitrasparente, cinta in vita da una ghirlanda di rose, che ne lascia intravedere le forme e in particolare i tratti del viso. Essa è considerata il capolavoro del Corradini (già autore in passato di altre figure velate), del quale è elogiata l'abilità nel modellare il velo che aderisce con naturalezza al corpo della donna.
La composizione è carica di significati: la lapide spezzata sulla quale la figura appoggia il braccio sinistro, lo sguardo come perso nel vuoto e l'albero della vita che nasce dal marmo ai piedi della statua simboleggiano la morte prematura della principessa Cecilia. Il tema della vita e della morte è ripreso dal bassorilievo del pilastro su cui poggia la statua, raffigurante l'episodio biblico conosciuto come Noli me tangere, nel quale Gesù risorto dice alla Maddalena di non cercare di trattenerlo.
Con tutta probabilità la statua è anche un'allegoria alla sapienza, con un riferimento alla velata Iside, dea egizia della fertilità e della scienza iniziatica; questa associazione è fortificata dal fatto che secondo una tradizione nell'antichità nella medesima posizione in cui fu collocata la Pudicizia si trovava proprio una statua dedicata alla dea Iside. Va inoltre ricordato che il Corradini, oltre ad aver collaborato con Raimondo di Sangro nell'ideazione del significato iconografico della cappella, era a sua volta affiliato alla massoneria e doveva quindi essere bene a conoscenza della simbologia delle opere a cui lavorò.

#### 12.Monumento ad Alessandro di Sangro
Il Patriarca di Alessandria Alessandro di Sangro, autore dell'ampliamento seicentesco della cappella, è ricordato da un monumento funebre, realizzato da un artista ignoto intorno alla metà del XVII secolo, posto in una nicchia alla sinistra dell'altare maggiore. Al di sopra del sarcofago si trova un ovale con un semplice mezzobusto di Alessandro vestito in abiti religiosi. L'insieme è fiancheggiato da due colonnine in marmo colorato, che reggono un architrave sulla quale si trovano due angioletti. Il sarcofago poggia su un basamento, sempre in marmo, con una dedica che ricorda la carriera ecclesiastica di Alessandro.

#### 13.Altare maggiore

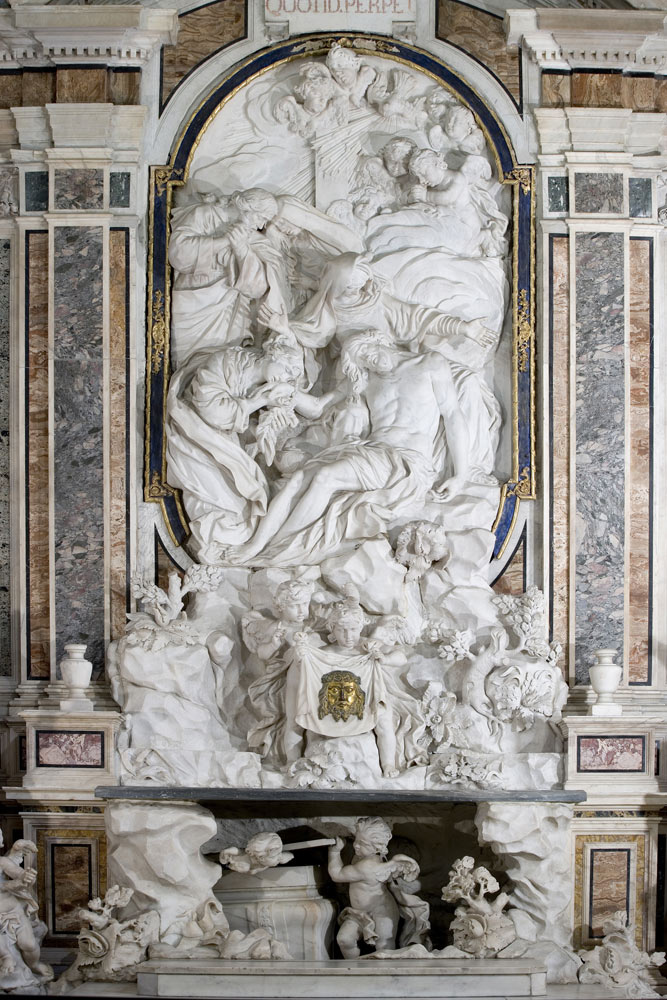
L'Altare maggiore

L'altorilievo marmoreo della Deposizione, che si trova al di sopra dell'altare maggiore, è considerato dalla critica il capolavoro di Francesco Celebrano, che probabilmente si ispirò a un modellino in creta precedentemente preparato dal Corradini. Realizzato tra il 1762 e il 1768, è l'unico esempio di altorilievo ritrovabile sugli altari maggiori delle chiese partenopee.
L'opera raffigura l'episodio della deposizione di Cristo dalla croce: alcune figure, tra le quali emergono Maria e la Maddalena assistono affrante mentre il corpo di Gesù viene adagiato a terra; sotto di loro due putti sorreggono il sudario, sul quale risalta un'immagine metallica del volto di Cristo. Al di sotto del piano dell'altare altri due putti scoperchiano una bara, ormai vuota. Il talento del Celebrano emerge dalla drammaticità dell'intera scena, che riunisce insieme uno stile tardo-barocco con elementi caratteristici dell'arte seicentesca napoletana, che sembra voler fuoriuscire dagli spazi in cui è stata confinata.
La composizione dell'altare è completata lateralmente da due angeli in stile barocco realizzati da Paolo Persico, autore anche della cornice di angeli in stucco che circonda il dipinto della Pietà.

##### La Pietà
Il dipinto della Pietà è collocato al centro di una cornice di angeli in stucco di Paolo Persico situata al di sopra della Deposizione e dell'altare maggiore, posizione in cui fu voluta da Raimondo di Sangro. In precedenza infatti essa si trovava immediatamente sopra l'altare, al posto della Deposizione.
La datazione e l'autore del dipinto sono ignoti: probabilmente fu realizzata da un manierista napoletano del '500 prima del 1590. A tale data risale infatti la prima testimonianza della sua esistenza, con il miracolo della sua apparizione all'uomo erroneamente portato in carcere.
Più che per la sua qualità artistica, l'importanza dell'opera risiede nel suo significato per la cappella. Secondo la tradizione infatti è in segno di riconoscenza verso la Madonna raffigurata nel dipinto che il principe Giovan Francesco di Sangro iniziò la costruzione della cappella, dedicata a Santa Maria della Pietà.

#### 14.Disinganno
(Giangiuseppe Origlia, Istoria dello Studio di Napoli (1753-54): ovviamente, il riferimento è alla virtuosistica esecuzione della rete.)

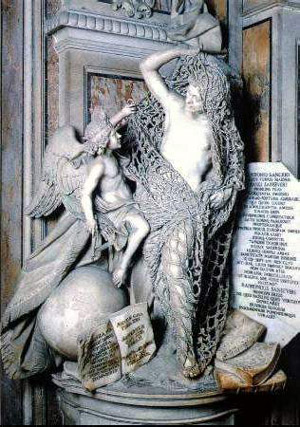
Il Disinganno

Il Disinganno è, insieme alla Pudicizia e al Cristo velato, una delle tre opere principali della cappella, riportate nelle guide artistiche già negli anni immediatamente seguenti la loro realizzazione. L'opera del Queirolo è dedicata ad Antonio di Sangro, padre del principe Raimondo e raffigura un uomo che si libera da una rete, simboleggiante il peccato da cui era oppresso: in seguito alla morte della giovane moglie, avvenuta solo un anno dopo la nascita del figlio, il duca Antonio condusse infatti una vita disordinata e dedita ai vizi viaggiando in tutta Europa, mentre il giovane Raimondo era stato affidato al nonno paterno Paolo di Sangro.
Ormai anziano, Antonio di Sangro tornò però a Napoli e, pentito dei peccati commessi, abbracciò la fede e si dedicò a una vita sacerdotale.
Nella composizione marmorea l'uomo è aiutato a liberarsi dalla rete del peccato da un putto, simbolo dell'intelletto umano, che con la mano destra indica il globo terrestre, simbolo della mondanità, adagiato ai suoi piedi. L'elemento della fede attraverso cui è possibile liberarsi dagli errori commessi è rappresentato dalla bibbia aperta appoggiata al globo e dal bassorilievo sul basamento del pilastro, che raffigura l'episodio biblico di Gesù che dona la vista al cieco.
Lo storico Giangiuseppe Origlia nella sua Istoria dello studio di Napoli afferma che il Disinganno è, come iconografia, «tutta d'invenzione del Principe, e nel suo genere totalmente nuova». In essa è possibile rilevare anche riferimenti alla massoneria, come il fatto che durante le iniziazioni per entrare nella loggia gli aspiranti erano inizialmente bendati e in seguito era loro permesso di aprire gli occhi e comprendere la verità.
L'elemento che maggiormente colpisce della scultura è sicuramente la fitta rete, completamente in marmo, prova della maestria del Queirolo. La composizione è completata da una lapide in cui Antonio di Sangro è indicato come esempio della «fragilità umana, cui non è concesso avere grandi virtù senza vizi».

#### 15.Altare di Sant'Oderisio
Nell'ultima cappella laterale sulla destra, di fronte all'altare di Santa Rosalia, si trova il monumento dedicato a Sant'Oderisio, cardinale e trentanovesimo abate dell'abbazia di Montecassino, uno dei santi protettori della famiglia di Sangro. L'opera fu realizzata da Francesco Queirolo nel 1756, risultando quindi coeva all'altare di Santa Rosalia.
La statua raffigura Sant'Oderisio inginocchiato su un cuscino di porfido, accanto al quale è posato il cappello cardinalizio. Il santo appare in atteggiamento mistico e con i lineamenti particolarmente espressivi. La bravura del Queirolo è inoltre notabile nella realizzazione delle vesti.

#### 16.Sincerità
Situata sul quarto pilastro sul lato destro della cappella, tra l'altare di Sant'Oderisio e il passaggio che conduce alla sacrestia, la statua rappresentante la Sincerità è dedicata a Carlotta Gaetani, moglie di Raimondo di Sangro. Essa fu realizzata dal Queirolo, che si basò probabilmente su un modello in creta del Corradini.
L'opera raffigura una donna di bell'aspetto, vestita con una semplice tunica, che regge con la mano sinistra un cuore - classico simbolo di amore e carità - e con la destra un caduceo. La presenza di quest'ultimo elemento è un esempio di come la simbologia voluta da Raimondo di Sangro, pur seguendo per molti aspetti l'iconografia classica, se ne discosti per altri dettagli. Il caduceo infatti è estraneo alle raffigurazioni canoniche della Sincerità ma è uno dei simboli del dio Hermes, considerato fondatore dell'ermetismo. Simboleggia pace e ragione e, in alchimia, l'unione degli opposti cioè di zolfo e mercurio.
La composizione è completata da un amorino, forse opera di Paolo Persico, in compagnia di due colombe simbolo di purezza e fedeltà. L'opera è addossata alla faccia di una piramide, in cima alla quale si trova il medaglione con il ritratto della dedicataria, appena abbozzato dal momento che al momento della sua realizzazione Carlotta Gaetani era ancora in vita.

#### 17.Dominio di sé stessi
La cavea sotterranea doveva essere nelle intenzioni del Principe un tempietto ipogeico dall'alto valore simbolico, ubicato a mezza altezza rispetto alla navata della cappella. Ivi il Principe voleva collocare infatti le spoglie dei suoi discendenti, che sarebbero state riposte all'interno di casse marmoree.
Raimondo descrive minuziosamente il suo progetto nei suoi scambi epistolari con l'accademico della Crusca Giovanni Giraldi e con il fisico Jean Antoine Nollet: il tempio avrebbe dovuto avere forma ovale - come effettivamente è stato realizzato e «mostrerà di essere scavato in una roccia, e prenderà bastantissimo lume da una cupola, nella quale saranno aperte alcune finestre». Il perimetro avrebbe dovuto essere «diviso in otto arcate con altrettanti pilastri» in modo che gli archi potessero ospitare i sepolcri per i futuri membri del casato.
Al centro del piccolo tempio Raimondo voleva traslare il Cristo velato, rischiarandolo con due «lampade eterne» di sua invenzione. Le intenzioni del Principe sono ricordate da una lapide di marmo situata nella cavea, ma è probabile che il capolavoro del Sanmartino non vi sia mai stato.
Il progetto, per ragioni ignote, non fu mai portato a termine, né da Raimondo di Sangro né dal figlio che ereditò tutti i suoi beni. All'interno del percorso museale, la cavea ospita le due macchine anatomiche, ovvero gli scheletri di un uomo e una donna totalmente scarnificati.
Il Dominio di sé stessi, situato in corrispondenza del terzo pilastro del lato destro della cappella, è dedicato a Geronima Loffredo, moglie del sesto principe di Sansevero Paolo di Sangro e nonna paterna del principe Raimondo. Esso fu scolpito da Francesco Celebrano basandosi su un precedente progetto del Queirolo, che non aveva potuto completarlo di persona avendo interrotto i suoi rapporti lavorativi con il Principe. Per questo motivo nel 1767 il Celebrano firmò l'opera come «sculptor» ma non come «inventor».
La composizione raffigura un uomo vestito alla maniera degli antichi romani che tiene al guinzaglio un leone, sottomesso ai suoi piedi. Ciò vuole indicare come l'intelletto e la forza d'animo possono prevalere sulle passioni e sull'istinto, come nel caso di Geronima, che viene descritta come «mai abbattuta dal destino ostile né troppo esaltata da quello propizio». Il tema del controllo delle proprie passioni è inoltre un elemento importante dell'ideologia massonica. L'opera è completata da due putti e da un medaglione con il ritratto della dedicataria.
Raimondo di Sangro non rimase molto soddisfatto dal lavoro del Celebrano, che forse si era distaccato troppo dal bozzetto del Queirolo, tanto che nel suo testamento indicò che avrebbe voluto che l'opera fosse rifatta.

#### 18.Monumento a Paolo di Sangro, sesto principe
Nella seconda cappella sulla destra si trova il monumento a Paolo di Sangro, sesto principe di Sansevero, commissionato dal nipote Raimondo ad Antonio Corradini e realizzato nel 1742. L'opera è semplice e priva di simbologie nascoste ed è costituita da un mezzobusto in marmo del dedicatario, ritratto con una vistosa parrucca e con le insegne delle importanti cariche politiche da lui ricoperte.

#### 19.Educazione
(Motto presente sul basamento del deposito)
Realizzata dal Queirolo nel 1753, l'Educazione raffigura una donna che impartisce i suoi insegnamenti a un ragazzino, il quale tiene in mano il De officiis di Cicerone, opera ritenuta fondamentale per imparare i doveri che un uomo onesto deve rispettare.
La composizione è dedicata alle due mogli di Paolo di Sangro secondo principe di Sansevero, Girolama Caracciolo e Clarice Carafa di Stigliano, ed è addossata a una piramide, in cima alla quale si trova il medaglione con i ritratti delle due nobildonne.
L'opera ha ricevuto critiche generalmente negative da parte degli storici dell'arte, che la ritengono la meno riuscita tra le creazioni del Queirolo presenti nella cappella; in essa l'artista non sarebbe riuscito a infondere nella scultura, dominata dalla massiccia e rigida figura dell'istitutrice, la grazia si cui si era dimostrato capace nel Disinganno. Anche se, come osservato dalla studiosa Marina Causa Picone «non mancano particolari ispirati e vibranti, come il libro aperto in mano al fanciullo, che riporta a quella stessa materia viva e densa dei libri del Disinganno».

#### 20.Monumento a Paolo di Sangro, secondo principe
Il monumento funebre a Paolo di Sangro secondo principe di Sansevero, che occupa la prima cappella laterale sulla destra, fa parte del gruppo di statue seicentesche e fu commissionato nella prima metà del XVII secolo dal quarto principe della casata. La statua, dai toni rigidi e severi, raffigura il dedicatario - che si distinse per le sue doti militari al servizio di Filippo III di Spagna - in piedi vestito come un centurione romano mentre tiene con la mano destra una lancia spezzata; ai suoi piedi si trova un elmo piumato. La somiglianza con il monumento dedicato al padre Giovan Francesco hanno fatto ipotizzare che autore anche di quest'opera potesse essere Giacomo Lazzari, ma non esiste alcuna conferma al riguardo.

#### 21.Amor divino
La statua chiamata Amor divino è dedicata a Giovanna di Sangro, moglie del quinto principe di Sansevero Giovan Francesco di Sangro. Non è certo da chi sia stata realizzata: l'affinità di stile con alcune delle altre Virtù fa pensare che sia opera di Francesco Queirolo, ma alcune similitudini con il Decoro hanno fatto ipotizzare che essa sia basata su un bozzetto del Corradini. La scultura raffigura un giovane semicoperto da un mantello che con la mano destra alza al cielo un cuore in fiamme, una simbologia già incontrata nella Soavità del gioco coniugale per indicare un amore profondo. In questo caso un'iscrizione sul basamento dell'opera spiega che si tratta dell'amore per Dio di Giovanna di Sangro.
Essa è situata sul lato destro della cappella, addossata alla parete di ingresso, e fu particolarmente apprezzata dallo storico ottocentesco Leopoldo Cicognara, probabilmente perché nella sua semplicità è una delle opere più ortodosse e più conformi ai canoni neoclassici del tempio.

#### 22.Monumento a Giovan Francesco di Sangro, quinto principe
La prima opera che si incontra sulla destra dell'ingresso è il monumento dedicato a Giovan Francesco di Sangro, quinto principe di Sansevero. La sua attribuzione non è sicura: la tesi più accreditata la identifica come opera di Francesco Celebrano, ma alcuni critici sono più orientati verso Francesco Queirolo. Essa rappresenta una grande angelo alato appoggiato a una lapide, che stringe nella mano sinistra una fiaccola rivolta verso il basso, in segno di lutto. Ai piedi dell'angelo si trova un'acquasantiera a forma di conchiglia, che forma una sorta di parallelismo con il medesimo elemento presente nel monumento dedicato al terzo principe di Sangro, situato alla sinistra dell'ingresso. La dedica sulla lapide ricorda la fedeltà di Giovan Francesco alla corona spagnola e indica come data della sua morte il 1618. In realtà il principe morì nel 1698 e la data errata è dovuta a una svista dello scalpellino oppure di un successivo restauratore.

#### 23.Monumento a Cecco de' Sangro
Realizzato nel 1766, il monumento a Cecco de' Sangro è collocato al di sopra dell'ingresso principale del tempio. L'ideazione e la realizzazione del sepolcro sono da ascrivere a Francesco Celebrano, probabilmente ispiratosi a un precedente modello del Queirolo.
Una lunga iscrizione spiega il significato della curiosa scena rappresentata, che raffigura un guerriero armato e con indosso l'armatura mentre esce da una cassa: durante la campagna delle Fiandre di Filippo II di Spagna, di cui Cecco di Sangro era ufficiale, per riuscire a conquistare la rocca di Amiens egli si sarebbe finto morto e fatto chiudere dentro una bara, dove rimase per due giorni. Uscendo quindi dalla cassa era riuscito a cogliere di sorpresa i nemici, impadronendosi infine della rocca.
Al di sopra di Cecco un'aquila stringe tra gli artigli alcune folgori, simbolo di forza e virtù guerriera, mentre ai lati della cassa vi sono due ippogrifi, simbolo di cura, che sembrano sorvegliare la scena.
In questa composizione, oltre al desiderio di Raimondo di Sangro di celebrare i propri antenati, è possibile leggere anche diversi significati legati alla massoneria: la posizione della scultura proprio al di sopra della porta di accesso fa sì che Cecco di Sangro sia visto come una sorta di guardiano del tempio, mentre la figura che - rediviva - esce dalla bara è un chiaro riferimento al tema della morte e della resurrezione.

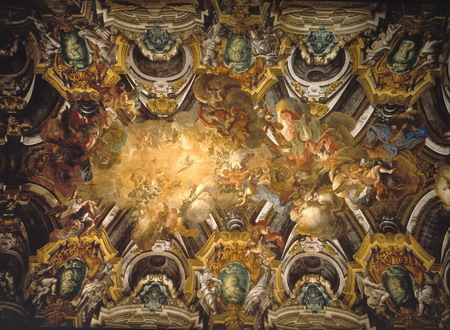
La volta, nota anche come Gloria del Paradiso, venne dipinta da Francesco Maria Russo con colori sgargianti, che hanno resistito alla patina del tempo non presentando alcuna forma di sbiadimento.

#### 24.Volta:Gloria del Paradiso
L'affresco che copre l'intera volta della cappella, conosciuto come Gloria del Paradiso o Paradiso dei di Sangro, fu realizzato da Francesco Maria Russo nel 1749 e risulta essere una delle prime opere commissionate per la cappella da Raimondo di Sangro.
Si hanno poche notizie certe di Francesco Maria Russo, che risulta sconosciuto a Napoli prima dei suoi lavori al servizio del principe di Sangro. È possibile che abbia studiato a Roma e che si sia trasferito in seguito nella città partenopea. È certo che avesse già lavorato per Raimondo di Sangro nel 1743, affrescando l'antisagrestia della Cappella del Tesoro di San Gennaro.
L'elemento centrale del grande affresco, nel quale è possibile notare un'ispirazione allo stile di Francesco Solimena, è la colomba dello Spirito Santo , circondata da una serie di angeli e altre figure e da un impianto architettonico che sembra proseguire la decorazione delle finestre situate alla base della cupola. Tra una finestra e l'altra si trovano sei medaglioni in toni di verde raffiguranti i sei santi protettori dei di Sangro mentre al di sopra del presbiterio, separato dal resto della cappella da un grande arco a tutto sesto, è disegnata una piccola cupola.
Sembra che per il suo affresco il Russo abbia utilizzato dei colori preparati appositamente da Raimondo di Sangro, che appaiono ancora vivi e intensi dopo più di due secoli e mezzo pur non essendo mai stati restaurati.
Il Principe non rimase però soddisfatto dall'opera del Russo e lasciò indicato nel suo testamento di fare riaffrescare la volta della cappella dal miglior artista disponibile, desiderio che non fu però realizzato dal figlio Vincenzo.

#### 25.Tomba di Raimondo di Sangro
La tomba di Raimondo di Sangro si trova in una nicchia all'ingresso del passaggio che conduce alla sacrestia. Essa fu realizzata nel 1759, quando il Principe era quindi ancora in vita, da Francesco Maria Russo, probabilmente basandosi su un progetto dello stesso Raimondo.
Di aspetto semplice e sobrio, l'opera è composta da una grande lapide in marmo rosa con l'elogio del principe Raimondo al di sopra del quale si trova una cornice di marmo con il ritratto del dedicatario. Il dipinto è sormontato da un grande arco decorato con armi, libri, strumenti scientifici e altri emblemi commemorativi delle glorie militari e scientifiche di Raimondo di Sangro.
L'elemento più notevole del monumento è probabilmente l'elogio funebre, che ricorda le onorificenze ricevute e i titoli nobiliari di cui poteva fregiarsi e allo stesso tempo esalta le sue doti di scienziato e sperimentatore e il suo ruolo di committente e ideatore della cappella.
La scritta sulla lapide di marmo non è incisa ma in rilievo, come in rilievo è anche la decorazione con grappoli d'uva e motivi vegetali sul perimetro della lapide. La precisione della decorazione marmorea fa pensare che non sia stato usato lo scalpello, ma sarebbe invece stata realizzata tramite un composto di solventi chimici di invenzione del principe Raimondo. Le scritte di colore bianco dovevano in origine risaltare molto sul colore rosa della lastra di marmo, ma questa colorazione appare ormai sbiadita.

##### Ritratto di Raimondo di Sangro

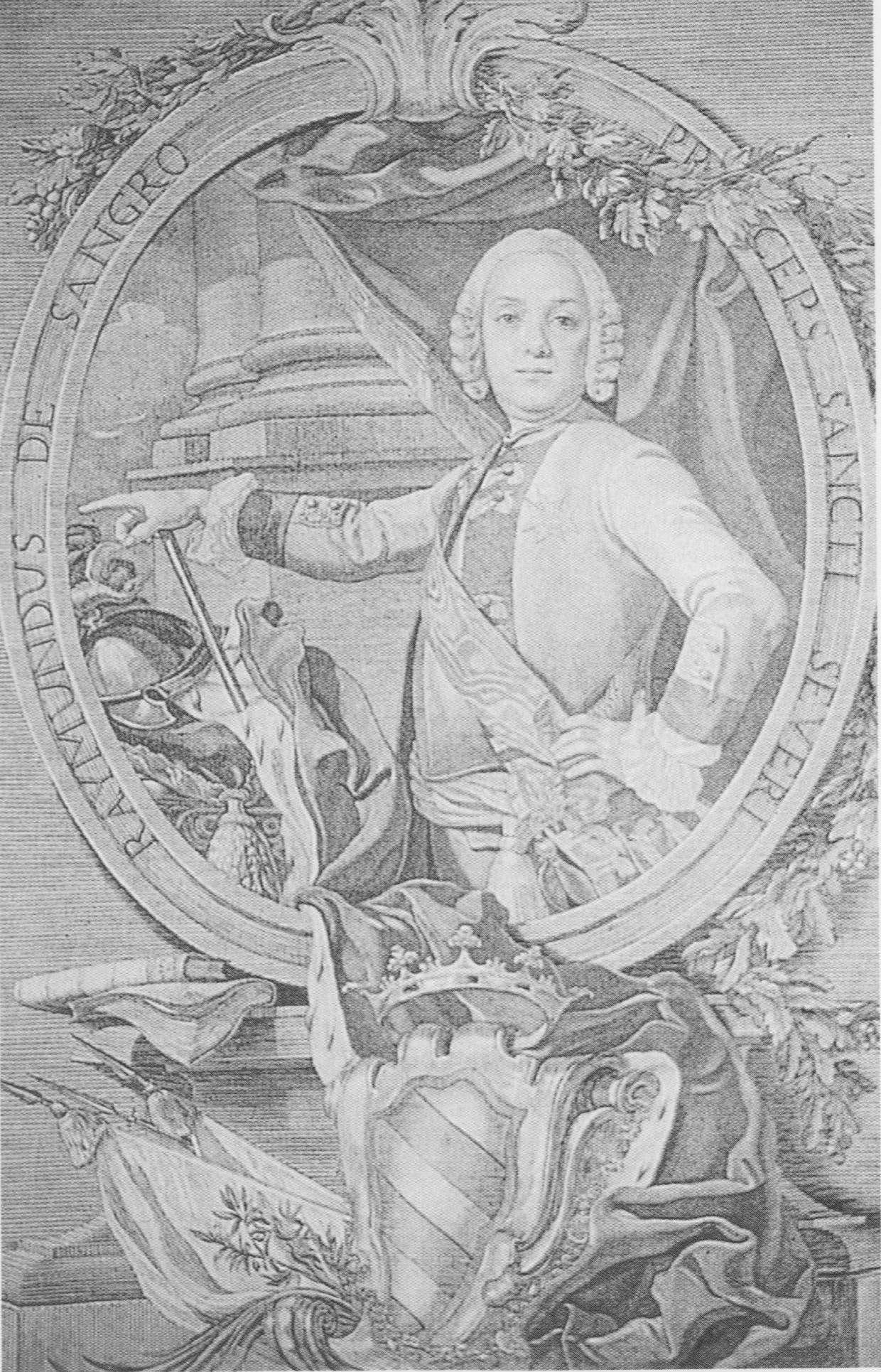
Un ritratto giovanile di Raimondo di Sangro, settecentesca acquaforte di Ferdinando Vacca copia di un dipinto di Carlo Amalfi

Il ritratto di Raimondo di Sangro fu realizzato da Carlo Amalfi, che dipingerà in seguito, con la stessa tecnica dell'olio su rame, anche il ritratto di suo figlio Vincenzo. La sua datazione non è sicura: mentre la cornice marmorea che lo circonda fu realizzata insieme al resto del monumento funebre del 1759, il dipinto potrebbe risalire a qualche anno più tardi.
Il ritratto, privo di significati iconografici, raffigura semplicemente il principe Raimondo, ormai in età avanzata, con indosso una corazza. Esso è l'unico dipinto del Principe sopravvissuto fino al giorno d'oggi. È certo che alcuni anni prima Carlo Amalfi avesse realizzato un altro ritratto andato perduto, di cui fortunatamente è sopravvissuta una incisione settecentesca di Ferdinando Vacca. Essa mostra un ritratto giovanile di Raimondo di Sangro con il petto attraversato dalla fascia dell'Ordine di San Gennaro, onorificenza che aveva ottenuto nel 1740.
Diversamente dalle altre opere della cappella, compreso il ritratto di Vincenzo di Sangro realizzato solo pochi anni dopo e con la medesima tecnica, il ritratto sulla tomba di Raimondo di Sangro appare rovinato. Inevitabilmente questo dettaglio ha alimentato le già molte leggende esistenti intorno alla figura del Principe, facendo nascere la diceria che il ritratto sarebbe stato maledetto. Più prosaicamente il cattivo stato di conservazione dell'opera è probabilmente dovuto solo alla sua collocazione: al di sopra del monumento funebre si trova infatti un lucernario in vetro che nel corso dei secoli è risultato insufficiente a garantire un'adeguata protezione dagli agenti atmosferici.

#### 26.Pavimento labirintico
(Le disposizioni testamentarie di Raimondo di Sangro sulla misteriosa pavimentazione labirintica)
La cappella mostra una pavimentazione in cotto napoletano con al centro un grande stemma in smalti giallo e azzurri raffigurante l'emblema della famiglia di Sangro. Il progetto di Raimondo di Sangro prevedeva invece un motivo labirintico realizzato con una linea continua di marmo bianco formante una serie di croci gammate tutte collegate tra loro e alternate con quadrati concentrici. Intorno alla linea continua erano incastrate delle tarsie marmoree di varie sfumature, che davano alle croci e ai quadrati un effetto prospettico.
Nel progetto di Raimondo è evidente la presenza di significati legati al mondo massonico: il labirinto indica infatti il percorso, carico di difficoltà, che l'iniziato deve compiere per raggiungere la conoscenza, mentre le svastiche rappresenterebbero il movimento cosmico e i quadrati i quattro elementi.
Della realizzazione di questo pavimento Raimondo di Sangro incaricò Francesco Celebrano, che vi lavorò a partire dalle metà degli anni '60 del XVIII secolo. Il lavoro risultò difficoltoso e probabilmente Raimondo non riuscì a vederlo ultimato prima della sua morte ma quasi certamente fu portato a termine.
Nel settembre 1889 però una infiltrazione d'acqua causò un crollo nel Palazzo di Sangro e nell'adiacente cappella, compromettendo tra le altre cose il pavimento di quest'ultima. Il lavoro del Celebrano doveva essere pesantemente danneggiato, tanto che i restauratori decisero di rimuovere completamente il labirinto e realizzare la nuova pavimentazione in cotto napoletano.
Del pavimento originale sono sopravvissuti una serie di frammenti, oltre a una litografia ottocentesca che riporta il motivo labirintico.

#### 27.Macchine anatomiche

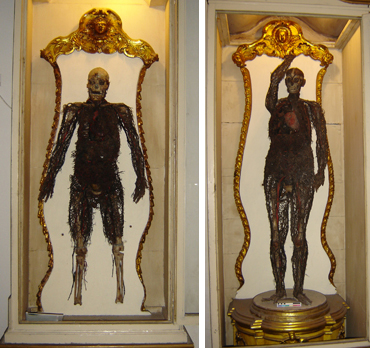
Le due bacheche con le Macchine Anatomiche

Le due cosiddette macchine anatomiche, custodite all'interno della cavea, sono uno dei maggiori punti di interesse della cappella. Si tratta degli scheletri di due individui, un uomo e una donna, completamente scarnificati e allestiti in posizione eretta. Al di sopra di ciascun scheletro è fedelmente riprodotto, fino nei particolari più minuti, l'intero sistema circolatorio. Secondo la tradizione più nota essi furono realizzati dal medico palermitano Giuseppe Salerno intorno al 1763, sotto la direzione dello stesso Raimondo di Sangro, seguendo un procedimento a tutt'oggi non completamente chiarito. Secondo un recente saggio del docente napoletano Sergio Attanasio invece il principe di Sangro non sarebbe direttamente intervenuto nella realizzazione dei due corpi, ma li avrebbe acquistati da Giuseppe Salerno quando erano già completati.
Queste strane creazioni furono descritte con dovizia di particolari per la prima volta già nella Breve Nota, una guida settecentesca al Palazzo di Sangro e all'adiacente cappella, che riporta l'esistenza anche del «corpicciuolo d'un feto» con tanto di placenta. Questa terza «macchina» è rimasta visibile fino agli ultimi decenni del XX secolo, quando fu rubata. Le macchine si trovavano inizialmente nel cosiddetto Appartamento della Fenice del Palazzo di Sangro, e furono portate nella cavea della cappella solo anni dopo la morte di Raimondo di Sangro.
Il grado di precisione raggiunto nella rappresentazione di arterie, vene e capillari, unito alla fama di alchimista di Raimondo di Sangro, è tale che fino all'età contemporanea si è ritenuto che si trattasse effettivamente di tessuti viventi, la cui conservazione fosse stata ottenuta attraverso un misterioso procedimento alchemico. Secondo la leggenda, citata già nella guida settecentesca e tramandata tra gli altri anche da Benedetto Croce, Raimondo avrebbe fatto iniettare nel sistema circolatorio di due dei suoi servi una sostanza speciale di sua creazione, la quale avrebbe «metallizzato» i vasi sanguigni permettendo la loro conservazione nei tempo.
(Benedetto Croce, Scritti di storia letteraria e politica)
Secondo uno studio contemporaneo, invece, l'eccezionale reticolato vascolare è il frutto di una ricostruzione effettuata con diversi materiali, tra cui filo di ferro, seta, coloranti e cera d'api. Gli scheletri e i teschi sono invece vere ossa umane.

#### 28.Sagrestia

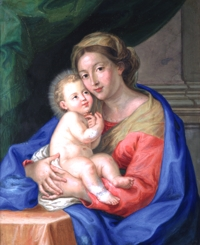
Madonna con Bambino, quadro realizzato dal pittore romano Giuseppe Pesce nel 1757

Sulla destra della cappella e collegata a questa da un corridoio, si trova il locale un tempo destinato a sagrestia e dove sono collocati i monumenti funebri di due membri ottocenteschi della famiglia di Sangro. In seguito alla trasformazione in museo della cappella, anche la sagrestia è diventata parte integrante del percorso museale e ospita alcune opere della sistemazione seicentesca della cappella e alcune lastre del pavimento labirintico sopravvissute ai danni del 1889.
Nelle vetrine sono conservati alcuni strumenti di laboratorio, scoperti durante i lavori di restauro che hanno interessato la cappella tra il 1987 e il 1990 e probabilmente di proprietà di Raimondo di Sangro. È mostrata anche la copia di un'incisione settecentesca realizzata dall'incisore napoletano Giuseppe Aloia raffigurante la cosiddetta carrozza marittima, l'invenzione con cui il principe di Sangro stupì i suoi contemporanei facendo loro credere di avere inventato una carrozza in grado di camminare sull'acqua.
Nella sagrestia è conservata dal 2005 anche la Madonna con Bambino, quadro realizzato dal romano Giuseppe Pesce nel 1757 e del quale per secoli si erano perse le tracce. Il dipinto fu commissionato da Raimondo di Sangro per farne dono a Carlo di Borbone e in esso spicca in modo particolare la vivacità dei colori. Nel realizzarlo Pesce utilizzò delle tempere a cera di invenzione di Raimondo di Sangro, che rivendica la paternità della sua creazione nella dedica a Carlo di Borbone scritta sul retro dell'opera:
La Sacrestia, che funge inoltre da bookshop dell'attuale allestimento museale, ospita talvolta esposizioni temporanee di opere d'arte e materiale d'archivio inerente alla famiglia Di Sangro.
Nel 2020 i proprietari hanno acquistato un ritratto del principe Raimondo De Sangro realizzato da Francesco De Mura. La collocazione che gli è stata scelta è proprio la sacrestia.

### Opere perdute e resoconti economici
Per poter completare le opere nella Cappella Sansevero e portare avanti i suoi studi scientifici, in diverse occasioni Raimondo di Sangro dovette fare ricorso a dei prestiti. Nonostante la famiglia di Sangro fosse decisamente benestante, infatti, egli dovette far fronte, oltre alle forti spese necessarie alla cappella, alla cattiva amministrazione e ai debiti contratti dal padre Antonio durante gli anni sregolati della sua vita.
Ricerche svolte negli archivi del Banco di Napoli, in particolare dallo studioso Eduardo Nappi, hanno permesso di trovare diverse decine di note di credito e di scoprire che in alcuni momenti i creditori del principe Raimondo erano più di un centinaio. È interessante notare che tali prestiti erano concessi con tassi di interesse che talvolta arrivavano al 5 o 6 per cento.
Spesso il Principe non fu in grado di restituire i debiti nei tempi previsti, portando gli interessi ad accumularsi. La maggior parte dei numerosi debiti fu saldata a partire dal 1765, utilizzando una parte della dote che Gaetana Mirelli dei Principi di Teora aveva portato con sé per il matrimonio con Vincenzo di Sangro, figlio primogenito di Raimondo.
Alcuni documenti conservati negli archivi del Banco di Napoli hanno permesso anche di scoprire come al tempo furono commissionate ed eseguite per la cappella anche altre opere, andate però perdute.
In modo particolare, due pagamenti corrisposti agli stuccatori Carlo Barbiero e Domenico Palazzo confermano che l'arco che collegava la cappella con il vicino Palazzo di Sangro, crollato nel 1889, era finemente decorato:
- «Banco del Salvatore, giornale copiapolizze, matr. 1412, partita di 34 ducati, estinta il 9 giugno 1759. A Gennaro Tibet D. 34. E per esso a Carlo Barbiero e Domenico Palazzo, insigni mastri stuccatori, a compimento di ducati 200 et in conto delli lavori di stucco che stanno facendo sopra l'arco, che dal palazzo del principe di San Severo passa alla di lui Chiesa gentilizia. E detti li paga con ordine di detto signore e di proprio denaro d'esso suddetto.»
- «Banco di Santa Maria del Popolo, giornale copiapolizze, matr. 1541, partita di 20 ducati, estinta il 9 agosto 1759. A don Gennaro Tibet D. 20. E per esso alli mastri stuccatori Carlo Barbiero e Domenico Palazzo a compimento di ducati 165,17 per quanto importano i lavori di stucco da essi fatti di pastiglia colorata nelle facce esterne della fabbrica, che sostiene il gariglione sito tra il palazzo e la cappella gentilizia del principe di San Severo in vigore dell'apprezzo fattone dall'ingegnere don Vincenzo di Bisogno con sua relazione de 3 agosto caduto, atteso i mancanti ducati 145,17 l'hanno detti mastri ricevuti in più partite e in vari tempi, restando con detto pagamento intieramente sodisfatti senza aver altro che pretendere da detto principe di San Severo, in nome del quale e di suo proprio denaro da esso si fa detto pagamento.»[35]

Alcune altre polizze indicano che lo scultore Giorgio Marmorano ricevette dei pagamenti per alcune opere eseguite nella cappella, che però non è stato possibile identificare con certezza. È probabile che si sia trattato di decorazioni marmoree.

### Digitalizzazione
Il 27 maggio 2025, presso la cappella San Severo, è stato presentato il primo catalogo scientifico digitale dell'opera voluta da Raimondo di Sangro, corredato da immagini online ad alta definizione.

### Annotazioni
1. ↑  Alcune fonti considerano Giovan (o Gian) Francesco di Sangro il primo principe di Sansevero, e in questo modo Raimondo di Sangro, l'autore della riorganizzazione settecentesca della cappella, risulterebbe essere il settimo principe della casata (vedi (IT, EN) Monumento a Giovan Francesco di Sangro, su museosansevero.it, Museo della Cappella Sansevero. URL consultato il 23 maggio 2019 (archiviato dall'url originale il 7 luglio 2018).). Altre fonti sostengono invece che il primo principe fu Paolo di Sangro, figlio di Giovan Francesco. Questa seconda ipotesi è supportata dal fatto che in alcuni documenti Giovan Francesco è chiamato duca di Torremaggiore e non principe (vedi Nappi, p. 2 e  Albero genealogico della famiglia Sansevero, su istitutobancodinapoli.it, Istituto Banco di Napoli (archiviato dall'url originale il 15 ottobre 2013).).
2. ↑  Il termine gariglione, citato più volte nelle polizze inerenti ai pagamenti eseguiti per la cappella (vedi Nappi, pp. 55, 56, 60), è probabilmente l'italianizzazione del francese "carillon" (vedi  Dizionario portatile e di pronunzia francese-italiano e italiano-francese, 1802. URL consultato il 30 aprile 2021 (archiviato il 2 gennaio 2014).). Al di sopra del ponte di collegamento tra la cappella e il palazzo signorile doveva infatti trovarsi un campanile con un tempietto ottagonale, che aveva la funzione di «conservar le campane di una specie di gariglione» (vedi Giuseppe Sigismondo, p. 20).
3. ↑  La frase «dum reliqua huius templi ornamenta meditabatur» è traducibile come «mentre meditava sugli altri ornamenti di questo tempio».

### Fonti
1. ↑   Flaminia Giurato, Napoli, i misteri della Cappella Sansevero, in La Stampa, 12 dicembre 2016. URL consultato il 9 gennaio 2017 (archiviato il 9 gennaio 2017).
2. 1 2 3 4   La Cappella, su istitutobancodinapoli.it, Istituto Banco di Napoli. URL consultato il 1º gennaio 2014 (archiviato dall'url originale il 15 ottobre 2013).
3. ↑  (IT, EN) Hanno detto di lui, su museosansevero.it, Museo della Cappella Sansevero. URL consultato il 1º gennaio 2014 (archiviato dall'url originale il 25 giugno 2017).
4. 1 2 3 4  (IT, EN) Visita il museo, su museosansevero.it, Museo della cappella Sansevero. URL consultato il 1º gennaio 2014 (archiviato il 28 giugno 2018).
5. ↑   Museo Cappella Sansevero, su museincampania.it, Museincampania. URL consultato il 1º gennaio 2014 (archiviato dall'url originale il 28 settembre 2013).
6. 1 2 3 4 5 6  (IT, EN) Macchine anatomiche, su museosansevero.it, Museo della Cappella Sansevero. URL consultato il 1º gennaio 2014 (archiviato il 1º novembre 2020).
7. ↑  (IT, EN) Leggende popolari, su museosansevero.it, Museo della Cappella Sansevero. URL consultato il 1º gennaio 2014 (archiviato dall'url originale il 7 ottobre 2017).
8. ↑  Colella, pp. 324-25, 19 settembre.
9. 1 2 3 4 5  (IT, EN) Origini, su museosansevero.it, Museo della Cappella Sansevero. URL consultato il 1º gennaio 2014 (archiviato dall'url originale il 28 giugno 2018).
10. ↑  Nappi, p. 2.
11. ↑  Cecaro. Dal volume è stato tratto un film con la regia di Mimmo Calopresti.
12. ↑  Nappi, pp. 4-5.
13. 1 2 3 4 5 6 7  (IT, EN) Fasto settecentesco, su museosansevero.it, Museo della Cappella Sansevero. URL consultato il 1º gennaio 2014 (archiviato il 1º novembre 2020).
14. ↑  Acton, p. 380.
15. ↑  Causa Picone, p. 11.
16. ↑  Pompeo Sarnelli, p. 196.
17. 1 2  (IT, EN) Monumento a Giovan Francesco di Sangro, su museosansevero.it, Museo della Cappella Sansevero. URL consultato il 1º gennaio 2014 (archiviato dall'url originale il 7 luglio 2018).
18. 1 2  (IT, EN) Monumento a Paolo di Sangro secondo principe di Sansevero, su museosansevero.it, Museo della Cappella Sansevero. URL consultato il 1º gennaio 2014 (archiviato il 1º novembre 2020).
19. 1 2  (IT, EN) Monumento a Paolo di Sangro quarto principe di Sansevero, su museosansevero.it, Museo della Cappella Sansevero. URL consultato il 1º gennaio 2014 (archiviato dall'url originale il 10 maggio 2018).
20. 1 2   Opere di Giulio Mencaglia e Bernardino Landini, su istitutobancodinapoli.it, Istituto Banco di Napoli. URL consultato il 1º gennaio 2014 (archiviato dall'url originale il 13 giugno 2015).
21. 1 2  (IT, EN) Monumento ad Alessandro di Sangro, su museosansevero.it, Museo della Cappella Sansevero. URL consultato il 1º gennaio 2014 (archiviato dall'url originale il 10 maggio 2018).
22. ↑  Capecelatro, p. 166.
23. 1 2 3 4 5 6 7  (IT, EN) Pudicizia, su museosansevero.it, Museo della Cappella Sansevero. URL consultato il 1º gennaio 2014 (archiviato il 1º novembre 2020).
24. 1 2 3 4 5 6  (IT, EN) Pavimento labirintico, su museosansevero.it, Museo della Cappella Sansevero. URL consultato il 1º gennaio 2014 (archiviato il 2 marzo 2021).
25. ↑   Homepage di MeravigliArti, su meravigliarti.it, MeravigliArti. URL consultato il 1º gennaio 2014 (archiviato dall'url originale il 27 settembre 2013).
26. ↑   Redazione online, Borsellino rivive nella Cappella Sansevero - Franco Roberti dà voce ai suoi pensieri, Napoli, Corriere del Mezzogiorno, 24 giugno 2013. URL consultato il 30 aprile 2021 (archiviato il 21 ottobre 2020).
27. ↑   Cristina Zagaria, Capri, isola per la vacanza perfetta: e i musei napoletani tra i migliori in Europa, Napoli, La Repubblica Napoli, 25 giugno 2013. URL consultato il 30 aprile 2021 (archiviato il 25 novembre 2020).
28. ↑   Pietro Treccagnoli, Il Cristo Velato conquista il mondo: è il museo italiano più apprezzato, Napoli, Il Mattino, 26 giugno 2013. URL consultato il 30 aprile 2021 (archiviato il 28 novembre 2020).
29. ↑  Causa Picone, p. 63.
30. ↑   Pier Tulip, Rum Molh: Svelato il segreto della cappella Sansevero, Youcanprint, 2015,  p. 44, ISBN 9788893213820. URL consultato il 17 gennaio 2016 (archiviato il 24 gennaio 2018).
31. ↑  Napoleone Sasso, p. 197.
32. 1 2 3 4 5 6 7  (IT, EN) Volta: Gloria del Paradiso, su museosansevero.it, Museo della Cappella Sansevero. URL consultato il 1º gennaio 2014 (archiviato dall'url originale il 2 aprile 2015).
33. ↑   Cappella Sansevero - Piantina e struttura, su napoligrafia.it. URL consultato il 1º gennaio 2014 (archiviato il 17 gennaio 2021).
34. ↑  (IT, EN) Rapporto con gli artisti, su museosansevero.it, Museo della Cappella Sansevero. URL consultato il 1º gennaio 2014 (archiviato il 2 settembre 2019).
35. 1 2 3   Le opere perdute, su istitutobancodinapoli.it, Istituto Banco di Napoli. URL consultato il 1º gennaio 2014 (archiviato dall'url originale il 28 settembre 2013).
36. ↑  Tulip, Epilogo, La Lettera Cifrata.
37. 1 2 3   I segreti delle opere, su istitutobancodinapoli.it, Istituto Banco di Napoli. URL consultato il 1º gennaio 2014 (archiviato dall'url originale il 15 ottobre 2013).
38. 1 2 3 4  (IT, EN) Progetto iconografico, su museosansevero.it, Museo della Cappella Sansevero. URL consultato il 1º gennaio 2014 (archiviato dall'url originale il 28 giugno 2018).
39. ↑  Legler, p. 135.
40. ↑   Lino Lista, La Pudicizia Velata della Cappella San Severo (PDF), su cartesio-episteme.net. URL consultato il 19 gennaio 2014 (archiviato il 1º febbraio 2014).
41. 1 2 3 4  (IT, EN) Liberalità, su museosansevero.it, Museo della Cappella Sansevero. URL consultato il 1º gennaio 2014 (archiviato dall'url originale il 10 luglio 2018).
42. 1 2 3 4  (IT, EN) Monumento a Cecco di Sangro, su museosansevero.it, Museo della Cappella Sansevero. URL consultato il 1º gennaio 2014 (archiviato il 1º novembre 2020).
43. 1 2  (IT, EN) Cavea sotterranea, su museosansevero.it, Museo della Cappella Sansevero. URL consultato il 1º gennaio 2014 (archiviato dall'url originale l'8 luglio 2018).
44. ↑  (IT, EN) Altre invenzioni, su museosansevero.it, Museo della Cappella Sansevero. URL consultato il 1º gennaio 2014 (archiviato il 16 settembre 2020).
45. ↑  Capecelatro, p. 150.
46. ↑   La parentela tra Santa Filippa Mareri di Petrella Salto, Santa Rosalia di Palermo e San Berardo dei Marsi, su francofrancescozazzara.wordpress.com, Franco Francesco Zazzara (WordPress). URL consultato il 28 novembre 2015 (archiviato l'8 dicembre 2015).
47. ↑   Opere di Francesco Queirolo, su istitutobancodinapoli.it, Istituto Banco di Napoli. URL consultato il 1º gennaio 2014 (archiviato dall'url originale il 12 ottobre 2013).
48. 1 2 3 4 5 6 7  (IT, EN) Sperimentazioni, su museosansevero.it, Museo della Cappella Sansevero. URL consultato il 1º gennaio 2014 (archiviato il 16 settembre 2020).
49. ↑   Raimondo di Sangro, su istitutobancodinapoli.it, Istituto Banco di Napoli. URL consultato il 1º gennaio 2014 (archiviato dall'url originale il 15 ottobre 2013).
50. ↑  (IT, EN) Raimondo di Sangro, su museosansevero.it, Museo della Cappella Sansevero. URL consultato il 1º gennaio 2014 (archiviato l'8 luglio 2018).
51. 1 2 3  (IT, EN) Cristo velato: la statua, su museosansevero.it, Museo della Cappella Sansevero. URL consultato il 1º gennaio 2014 (archiviato dall'url originale il 6 febbraio 2015).
52. ↑  Cioffi Martinelli, p. 55.
53. ↑   Opere di Giuseppe Sanmartino, su istitutobancodinapoli.it, Istituto Banco di Napoli. URL consultato il 1º gennaio 2014 (archiviato dall'url originale il 13 giugno 2015).
54. ↑  (IT, EN) Cristo velato: la leggenda del velo, su museosansevero.it, Museo della Cappella Sansevero. URL consultato il 1º gennaio 2014 (archiviato il 18 novembre 2020).
55. ↑  (IT, EN) Monumento a Giovan Francesco di Sangro, terzo principe di Sansevero, su museosansevero.it, Museo della Cappella Sansevero. URL consultato il 1º gennaio 2014 (archiviato il 23 agosto 2017).
56. 1 2 3  (IT, EN) Decoro, su museosansevero.it, Museo della Cappella Sansevero. URL consultato il 1º gennaio 2014 (archiviato il 9 novembre 2018).
57. ↑  Nappi, p. 16.
58. 1 2   Decoro, su napoligrafia.it. URL consultato il 1º gennaio 2014 (archiviato il 17 gennaio 2021).
59. ↑  Cioffi Martinelli, p. 10.
60. 1 2  Nappi, p. 17.
61. 1 2   Opere di Francesco Queirolo, su istitutobancodinapoli.it, Istituto Banco di Napoli. URL consultato il 1º gennaio 2014 (archiviato dall'url originale il 12 ottobre 2013).
62. 1 2   Liberalità, su napoligrafia.it. URL consultato il 1º gennaio 2014 (archiviato il 25 febbraio 2021).
63. 1 2 3   Zelo della religione, su museosansevero.it, Museo della Cappella Sansevero. URL consultato il 1º gennaio 2014 (archiviato dall'url originale il 7 luglio 2018).
64. ↑  Nappi, p. 73.
65. ↑   Zelo della religione, su napoligrafia.it. URL consultato il 1º gennaio 2014 (archiviato il 25 febbraio 2021).
66. 1 2  (IT, EN) Ritratto di Vincenzo di Sangro, su museosansevero.it, Museo della Cappella Sansevero. URL consultato il 1º gennaio 2014 (archiviato dall'url originale il 2 luglio 2018).
67. ↑   Ritratto di Vincenzo di Sangro, su napoligrafia.it. URL consultato il 1º gennaio 2014 (archiviato il 20 gennaio 2021).
68. 1 2 3   Opere di Paolo Persico, su istitutobancodinapoli.it, Istituto Banco di Napoli. URL consultato il 1º gennaio 2014 (archiviato dall'url originale il 12 ottobre 2013).
69. 1 2  (IT, EN) Soavità del giogo coniugale, su museosansevero.it, Museo della Cappella Sansevero. URL consultato il 1º gennaio 2014 (archiviato il 3 novembre 2020).
70. ↑  Nappi, p. 74.
71. 1 2  (IT, EN) Santa Rosalia, su museosansevero.it, Museo della Cappella Sansevero. URL consultato il 1º gennaio 2014 (archiviato il 23 agosto 2017).
72. 1 2   Opere di Antonio Corradini, su istitutobancodinapoli.it, Istituto Banco di Napoli. URL consultato il 1º gennaio 2014 (archiviato dall'url originale il 12 ottobre 2013).
73. 1 2   Pudicizia, su napoligrafia.it. URL consultato il 1º gennaio 2014 (archiviato il 3 dicembre 2020).
74. ↑  Giovanni ( Giovanni 20:15-17, su laparola.net.).
75. 1 2  (IT, EN) Altare maggiore, su museosansevero.it, Museo della cappella Sansevero. URL consultato il 1º gennaio 2014 (archiviato dall'url originale il 18 giugno 2018).
76. 1 2   Opere di Francesco Celebrano, su istitutobancodinapoli.it, Istituto Banco di Napoli. URL consultato il 1º gennaio 2014 (archiviato dall'url originale il 15 ottobre 2013).
77. ↑   Altare Maggiore e Deposizione, su napoligrafia.it. URL consultato il 1º gennaio 2014 (archiviato il 26 febbraio 2021).
78. ↑  (IT, EN) Pietà, su museosansevero.it, Museo della cappella Sansevero. URL consultato il 1º gennaio 2014 (archiviato dall'url originale il 3 luglio 2018).
79. 1 2 3 4  (IT, EN) Disinganno, su museosansevero.it, Museo della Cappella Sansevero. URL consultato il 1º gennaio 2014 (archiviato il 25 novembre 2020).
80. ↑  Cioffi Martinelli, p. 38.
81. ↑  Réveil; Duchesne, p. 182.
82. ↑   Il Disinganno, su napoligrafia.it. URL consultato il 1º gennaio 2014 (archiviato il 20 gennaio 2021).
83. 1 2  (IT, EN) Sant'Oderisio, su museosansevero.it, Museo della Cappella Sansevero. URL consultato il 1º gennaio 2014 (archiviato il 1º novembre 2020).
84. ↑   Sant'Oderisio, su santiebeati.it. URL consultato il 1º gennaio 2014 (archiviato il 25 febbraio 2021).
85. 1 2 3  (IT, EN) Sincerità, su museosansevero.it, Museo della Cappella Sansevero. URL consultato il 1º gennaio 2014 (archiviato il 1º novembre 2020).
86. ↑   Sincerità, su napoligrafia.it. URL consultato il 1º gennaio 2014 (archiviato il 3 dicembre 2020).
87. 1 2 3  (IT, EN) Dominio di se stessi, su museosansevero.it, Museo della Cappella Sansevero. URL consultato il 1º gennaio 2014 (archiviato il 6 novembre 2020).
88. ↑   Dominio di se stessi, su napoligrafia.it. URL consultato il 1º gennaio 2014 (archiviato il 25 novembre 2020).
89. ↑  (IT, EN) Monumento a Paolo di Sangro, sesto principe di Sansevero, su museosansevero.it, Museo della Cappella Sansevero. URL consultato il 1º gennaio 2014 (archiviato dall'url originale il 25 giugno 2017).
90. ↑  Coletti, p. 200.
91. 1 2 3  (IT, EN) Educazione, su museosansevero.it, Museo della Cappella Sansevero. URL consultato il 1º gennaio 2014 (archiviato l'11 novembre 2018).
92. ↑   Istituto Banco di Napoli, su istitutobancodinapoli.it, Istituto Banco di Napoli. URL consultato il 1º gennaio 2014 (archiviato dall'url originale il 12 ottobre 2013).
93. 1 2 3  (IT, EN) Amor divino, su museosansevero.it, Museo della Cappella Sansevero. URL consultato il 1º gennaio 2014 (archiviato dall'url originale l'8 luglio 2018).
94. ↑   Amor divino, su napoligrafia.it. URL consultato il 1º gennaio 2014 (archiviato il 22 gennaio 2021).
95. ↑  (IT, EN) Monumento a Giovan Francesco di Sangro, quinto principe di Sansevero, su museosansevero.it, Museo della Cappella Sansevero. URL consultato il 1º gennaio 2014 (archiviato dall'url originale il 4 giugno 2018).
96. 1 2   Monumento a Cecco di Sangro, su napoligrafia.it. URL consultato il 1º gennaio 2014 (archiviato il 20 gennaio 2021).
97. 1 2 3   Gloria del Paradiso, su napoligrafia.it. URL consultato il 1º gennaio 2014 (archiviato il 3 dicembre 2020).
98. ↑   Francesco Maria Russo, su istitutobancodinapoli.it, Istituto Banco di Napoli. URL consultato il 1º gennaio 2014 (archiviato dall'url originale il 15 ottobre 2013).
99. ↑  La colomba reca nel becco un triangolo, figura geometrica ricca di significati: nell'universo cristiano rappresenta la Trinità, nel sistema dei Pitagorici la lettera greca delta, simbolo della nascita cosmica, nella cultura della Massoneria è il distintivo del Maestro Venerabile. ("La volta, la Gloria del Paradiso"; Museo cappella Sansevero, pag.56, testo di Fazio Macci, Alosedizioni 2016).
100. 1 2 3 4  (IT, EN) Tomba di Raimondo di Sangro, su museosansevero.it, Museo della Cappella Sansevero. URL consultato il 1º gennaio 2014 (archiviato dall'url originale il 7 luglio 2018).
101. ↑   Opere di Francesco Maria Russo, su istitutobancodinapoli.it, Istituto Banco di Napoli. URL consultato il 1º gennaio 2014 (archiviato dall'url originale il 15 ottobre 2013).
102. ↑  (IT, EN) Raimondo di Sangro, su museosansevero.it, Museo della Cappella Sansevero. URL consultato il 1º gennaio 2014 (archiviato l'8 luglio 2018).
103. ↑  Facco, p. 11.
104. ↑   Tomba di Raimondo di Sangro, su napoligrafia.it. URL consultato il 1º gennaio 2014 (archiviato il 26 febbraio 2021).
105. 1 2 3  (IT, EN) Ritratto di Raimondo di Sangro, su museosansevero.it, Museo della Cappella Sansevero. URL consultato il 1º gennaio 2014 (archiviato dall'url originale il 3 luglio 2018).
106. ↑  Raimondo di Sangro, Testamento olografo del 7 agosto 1770. Una copia è disponibile qui Archiviato il 29 ottobre 2020 in Internet Archive..
107. ↑  Napoleone Sasso, p. 200.
108. ↑  Nappi, p. 12.
109. ↑   Gli «scheletri» di Sansevero? Il principe li aveva solo comprati, su corrieredelmezzogiorno.corriere.it. URL consultato il 1º gennaio 2014 (archiviato il 9 maggio 2018).
110. ↑  Croce, p. 337.
111. ↑  Benedetto Croce (1948) Scritti di storia letteraria e politica, Vol. 11-12, pag. 337. Laterza Editore.
112. ↑  (EN) The Anatomical Machines of the Prince of Sansevero, su ucl.ac.uk, University College (Londra). URL consultato il 1º gennaio 2014 (archiviato il 23 gennaio 2019).
113. 1 2 3  (IT, EN) Sagrestia, su museosansevero.it, Museo della Cappella Sansevero. URL consultato il 1º gennaio 2014 (archiviato dall'url originale il 3 luglio 2018).
114. 1 2  (IT, EN) Madonna con Bambino, su museosansevero.it, Museo della Cappella Sansevero. URL consultato il 1º gennaio 2014 (archiviato dall'url originale il 2 luglio 2018).
115. 1 2   I prestiti richiesti, su istitutobancodinapoli.it, Istituto Banco di Napoli. URL consultato il 1º gennaio 2014 (archiviato dall'url originale il 15 ottobre 2013).
116. ↑  Nappi.
117. ↑  Nappi, p. 119.
118. ↑  (EN) Riccardo Deni, Sul sublime Cristo Velato: nuove attribuzioni, documenti inediti e la presentazione del catalogo digitale - Il Giornale dell'Arte, su www.ilgiornaledellarte.com/Articolo/Sul-sublime-Cristo-Velato-nuove-attribuzioni-documenti-inediti-e-la-presentazione-del-catalogo-digitale. URL consultato il 27 maggio 2025.